# Tomáš Berdych
Tomáš Berdych (tómash bérdijⓘ; Valašské Meziříčí, 17 de septiembre de 1985) es un ex-tenista checo, que llegó a una final de Wimbledon en 2010 perdiendo con Rafael Nadal tras vencer a Roger Federer en cuartos de final y a Novak Djokovic en semifinales. Además, llegó a ser número 4 del mundo.
Fue uno de los pocos jugadores que pudo vencer al denominado Big Four; a Roger Federer (6 veces: Atenas 2004, Miami 2010, Wimbledon 2010, Cincinnati 2011, US Open 2012 y Dubái 2013), a Rafael Nadal (4 veces: Cincinnati 2005, Canadá 2006, Madrid 2006 y Australian Open 2015), a Novak Djokovic (3 veces: Wimbledon 2010, Roma 2013 y Wimbledon 2017) y a Andy Murray (6 veces: Adelaida 2006, Roland Garros 2010, París-Bercy 2011, Montecarlo 2012, Madrid 2013 y Canadá 2013).
En el Masters de París 2005 logró su primer título Masters Series, derrotando en su camino al segundo preclasificado Guillermo Coria, al séptimo preclasificado Gastón Gaudio, al octavo preclasificado Radek Štěpánek y finalmente al sexto preclasificado Ivan Ljubičić. Asimismo, ha sido también finalista en los torneos Masters 1000 de Miami en 2010, Madrid en 2012 y Monte Carlo en 2015, perdiendo ante Andy Roddick, Roger Federer y Novak Djokovic, respectivamente. 
Berdych alcanzó las semifinales de los cuatro Grand Slam. En Wimbledon 2010 logró su mejor actuación en un Grand Slam al llegar a la final, donde perdió con el español Rafael Nadal, después de derrotar al suizo Roger Federer, ocho veces campeón del torneo, y a Novak Djokovic, número tres del mundo en ese momento. Ese mismo año llegó a la misma ronda en Roland Garros 2010 perdiendo ante Robin Söderling, tras haber derrotado al n.º 4 del mundo en aquel momento Andy Murray en cuarta ronda. En el US Open 2012 alcanzó las semifinales tras batir al n.º 1 del mundo Roger Federer, antes de caer ante Murray, a la postre ganador. Por último alcanzó las semifinales en los Abiertos de Australia en 2014 (perdiendo ante el eventual campeón Stan Wawrinka) y 2015 (ganando a Rafael Nadal y perdiendo ante Andy Murray). Es el tenista con mayor número de victorias en torneos de Grand Slam que nuncó logró obtener un título, con 146. 
Berdych también fue pieza clave en las dos Copa Davis consecutivas conquistadas por la República Checa (2012 ante España y 2013 ante Serbia). En esta competición, junto con su compañero Lukáš Rosol, disputaron el partido más largo de la historia de dobles, en la primera ronda en 2013, derrotando a los suizos Marco Chiudinelli y Stanislas Wawrinka por 6-4, 5-7, 6-4, 6-7, 24-22 en 7 horas y dos minutos, siendo también el segundo partido más largo de la historia en la ATP (individuales y dobles combinados).
Finalizó su carrera en el puesto n.º 21 con más victorias en el circuito ATP, al lograr las 640 victorias oficiales, y desplazando a leyendas del tenis como Thomas Muster, Lleyton Hewitt, Yevgueni Káfelnikov y Andy Roddick.
El 16 de noviembre de 2019 se hizo oficial su retirada.

## Trayectoria

### 2001-2003: Campeón dobles júnior en el Abierto de EE. UU e inicios como profesional
Como júnior alcanzó el n.º 6 en el mundo en 2003 (y el n.º 2 en dobles). Ganó el US Open Júnior 2001 en dobles junto con Stephane Bohli
Ganó más de 200 puestos en el ranking con dos títulos de Challenger. Hizo su debut en Grand Slams en el US Open 2003 como clasificado y cayó en segunda ronda (perdiendo ante Juan Ignacio Chela).

### 2004: Primer título ATP y primer triunfo sobre un número uno
Ganó su primer título ATP en el Torneo de Palermo (venciendo al tenista local Filippo Volandri) mientras que finalizó en el Top 50 por primera vez en su carrera profesional (confirmándose como una gran promesa del tenis). También ganó tres Challengers.
Logró unos sorprendentes cuartos de final en los Juegos Olímpicos de Atenas (venciendo al n.º 1 Roger Federer, perdiendo ante Taylor Dent) y llegó a cuarta ronda en el Abierto de Estados Unidos (perdiendo ante Tommy Haas).

### 2005: Primer Masters 1000 y entrada al Top 30
Alcanzó su primer título ATP World Tour Masters Series en el Masters de París donde derrotó a cinco sembrados/Top 20 consecutivamente, incluyendo al n.º 7 Guillermo Coria, Juan Carlos Ferrero, Gastón Gaudio, a su compatriota Radek Štěpánek y al n.º 10, el croata Ivan Ljubičić en la final, en cinco sets (6-3, 6-4, 3-6, 4-6 y 6-4).
Además fue finalista en el Torneo de Båstad (perdiendo ante Rafael Nadal).

### 2006: Top 15 y dos finales ATP
El año de su confirmación definitiva, terminó como el n.º 1 de la República Checa por primera vez y alcanzó las finales en el Torneo de Halle (perdiendo ante Roger Federer) y en el Torneo de Mumbai (perdiendo ante Dmitry Tursunov). 
Quedó con marcas de 10-4 en partidos de Grand Slam con cuarta ronda en Roland Garros (perdiendo ante Roger Federer, Wimbledon (perdiendo de nuevo ante Roger Federer) y el US Open (perdiendo ante James Blake). 
En torneos ATP World Tour Masters 1000 llegó a semifinales en el Masters de Madrid (venciendo al n.º 6 Andy Roddick, al n.º 2 Rafael Nadal; perdiendo finalmente ante Fernando González) y cuartos de final en el Masters de Toronto (venciendo de nuevo al n.º 2 Nadal, perdiendo ante Richard Gasquet) y en el Masters de París (perdiendo ante Dominik Hrbatý).
Irrumpió en los Top 10 por primera vez el 23 de octubre. Quedó 5-8 contra rivales Top 10. Sobrepasó el $1 millón de euros en la temporada por primera vez.

### 2007: Tercer título ATP
El mejor jugador de la República Checa por segundo año consecutivo. Capturó su tercer título ATP, el primero en césped en el Torneo de Halle (venciendo a Marcos Baghdatis) y avanzó a su primer cuartos de final de Grand Slam en Wimbledon (perdiendo ante Rafael Nadal) mientras que consiguió un récord de 46-24.
En polvo de ladrillo logró semifinales en el Masters de Montecarlo (perdiendo ante Rafael Nadal y venciendo al n.º 5 Tommy Robredo, en el Torneo de Múnich y cuartos de final en el Masters de Roma (perdiendo ante Filippo Volandri).
En pasto ganó la corona en Halle (venciendo a Marcos Baghdatis) y continuó con cuartos de final en Wimbledon.
Cerró la temporada con semifinales consecutivas en el Torneo de Bangkok y en el Torneo de Tokio y cuartos de final en el Torneo de Basilea. 
Ayudó a su país en el triunfo 3-2 en Copa Davis sobre Suiza para clasificar al Grupo Mundial 2008. Superó por segundo año consecutivo el millón de $ ganando su mayor cantidad de premios en dinero, $1,126,070.

### 2008: Primer título ATP 500

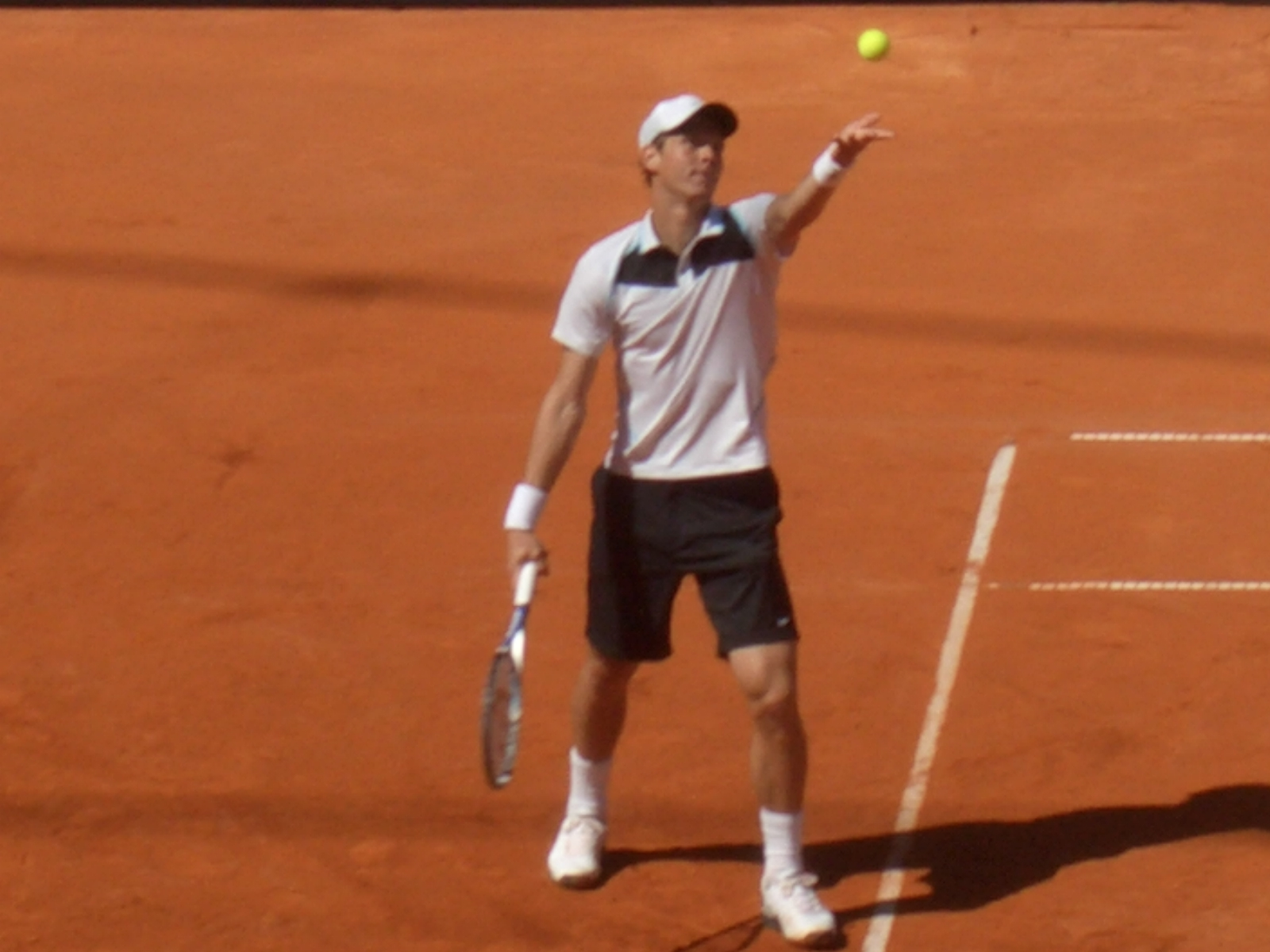
Tomáš Berdych al servicio en el Masters de Hamburgo 2008.

Terminó como el mejor de la República Checa y en el Top 20 por tercer año consecutivo en ambos casos. Capturó el cuarto título ATP de su carrera y alcanzó otra final. Tras un regular récord de 18-13 hasta junio, terminó con un registro de 17-9 desde julio.
Comenzó con una cuarta ronda en el Australian Open (perdiendo ante el n.º 1 Roger Federer) y en abril alcanzó cuarta ronda en el Masters de Miami (perdiendo ante Rafael Nadal).
En la llave para los cuartos de final de Copa Davis ante Rusia, sufrió un esguince en el tobillo derecho en el quinto set en su partido ante Nikolái Davydenko.

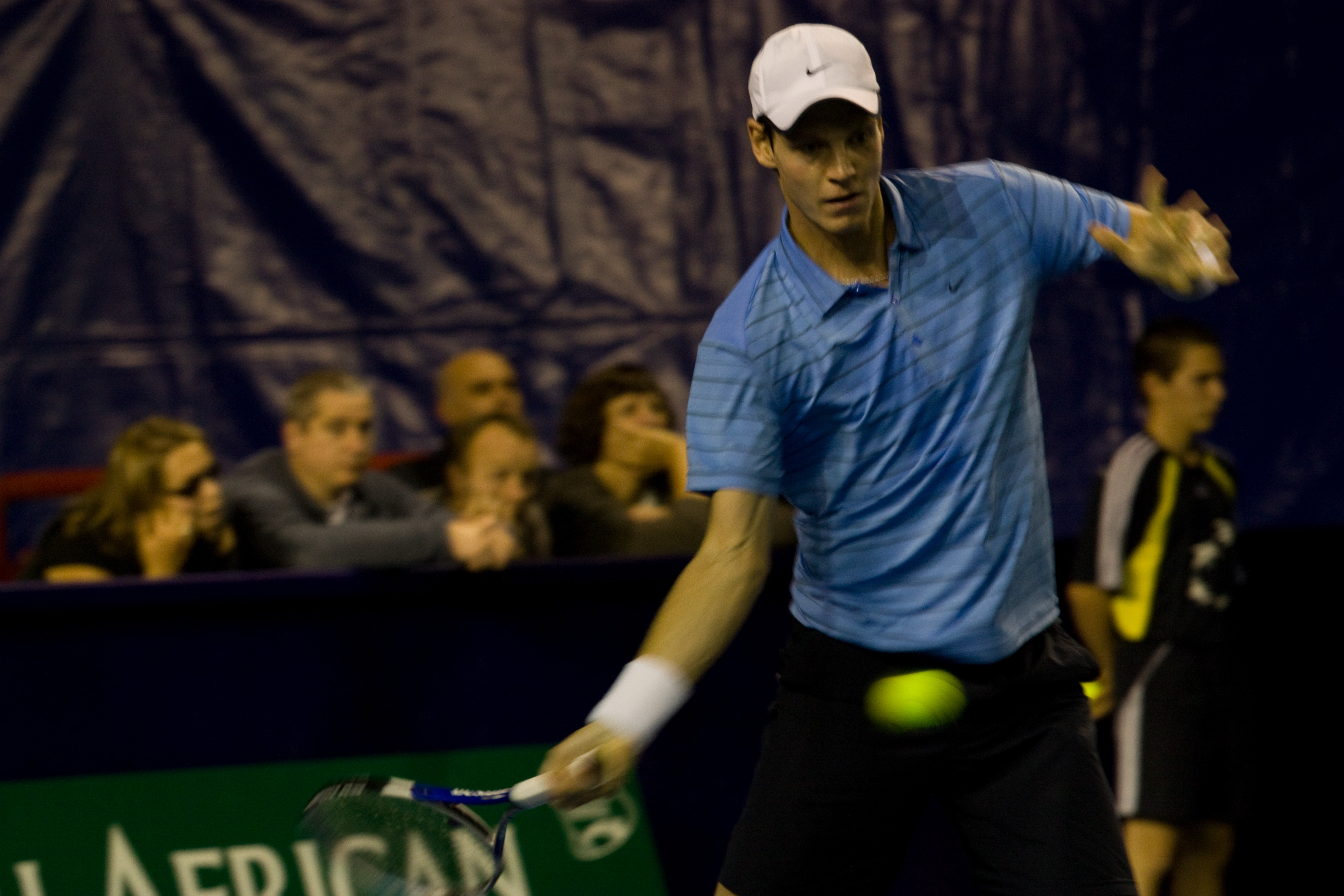
Berdych en el Masters de París 2008.

En julio llegó a la final en el Torneo de Bastad (perdiendo ante Tommy Robredo). Tras una dolorosa derrota en su debut en el US Open (perdiendo ante Sam Querrey) logró semifinales en el Torneo de Bangkok (perdiendo ante Novak Djokovic) y consiguió su primer título en Asia, en el Torneo de Tokio (venciendo al n.º 8 Andy Roddick en semifinales y a Juan Martín del Potro en la final).
Cerró con una marca 3-3 bajo techo. Quedó 2-7 contra rivales Top 10 y completó unas marca de 25-14 en pista dura y 6-6 en arcilla.

### 2009: Quinto título ATP y finalista de Copa Davis
El n.º 2 de República Checa, tras tres años siendo el n.º 1 (tras el n.º 12 Radek Štěpánek) terminó como Top 20 por cuarto año consecutivo y ayudó a su país a llegar a su primera final de Copa Davis (perdiendo ante España, 5-0) desde 1980. Quedó 3-2 en duelos de individuales. En mayo ganó su quinta corona ATP World Tour de su carrera al vencer en el Torneo de Múnich (derrotando a Mijaíl Yuzhny).

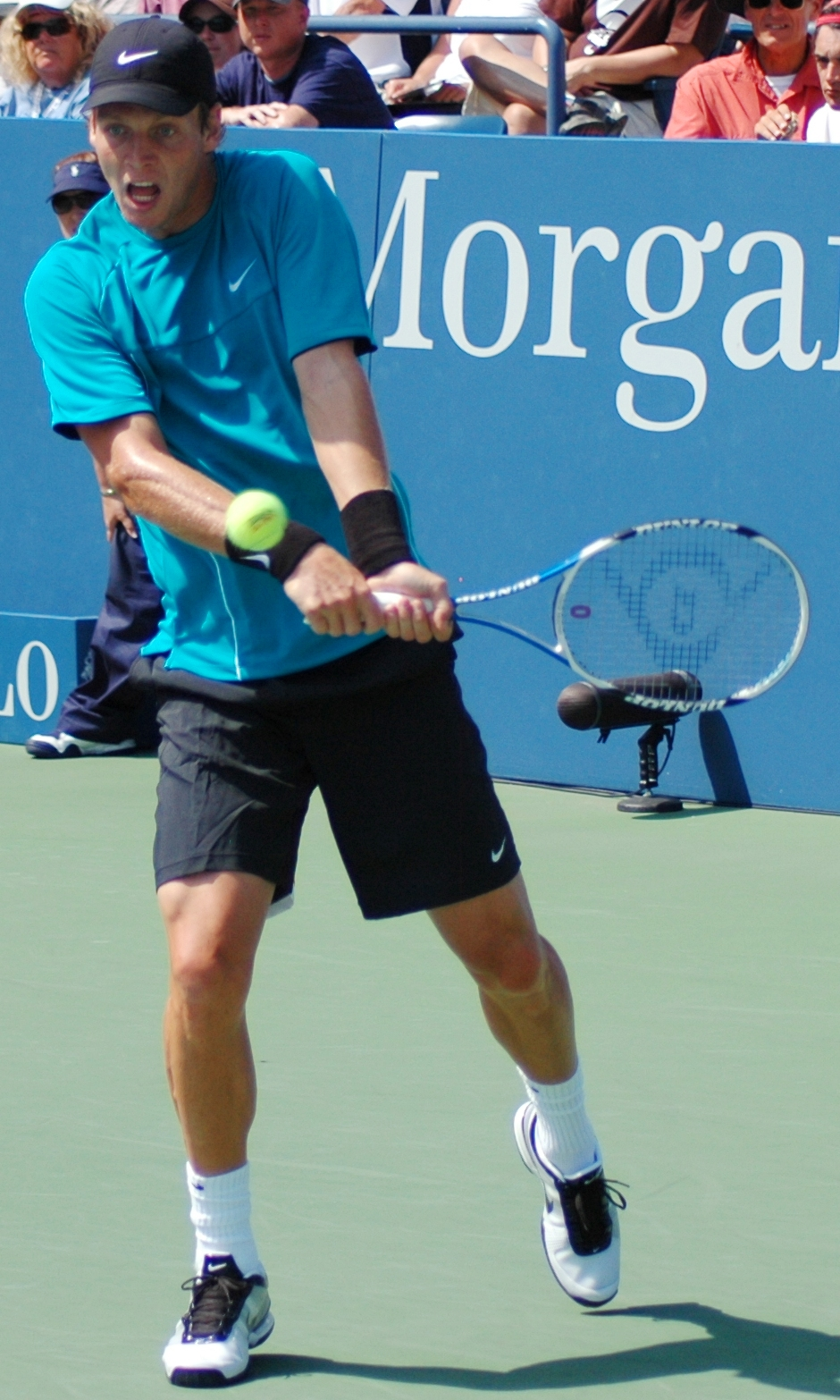
Berdych en el US Open 2009.

Comenzó la temporada con la cuarta ronda en el Abierto de Australia donde cayó ante el n.º 2 Roger Federer en cinco sets tras estar en ventaja de dos sets. Alcanzó también la cuarta ronda en Wimbledon (perdiendo ante Andy Roddick) y sus mejores resultados el resto de la temporada fueron cuartos de final en el Torneo de Washington, en el Masters de Cincinnati, en el Torneo de Kuala Lumpur y en el Rakuta Japan Open.
Quedó 1-9 contra rivales Top 10 con su único triunfo ante el n.º 8 Gilles Simon en un choque de primera ronda de Copa Davis. Completó una marca 22-17 en pista dura, 9-7 en arcilla y 4-2 en césped.

### 2010: Apogeo, Top 6 y primera final de Grand Slam

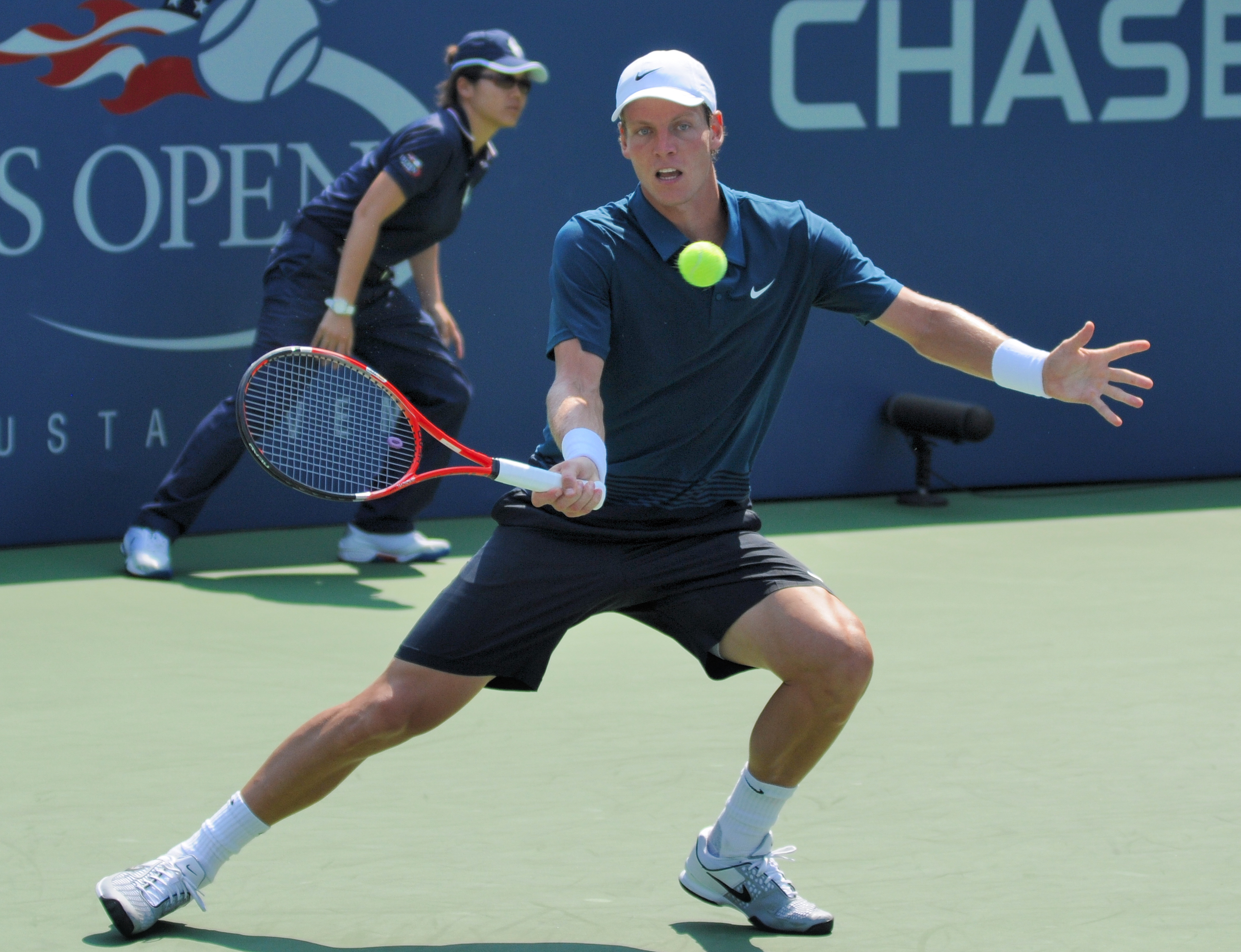
Berdych durante el US Open 2010.

El mejor jugador checo de nuevo, acaba su primera temporada como Top 10. Hizo su estreno en las ATP World Tour Finals (1-2 en el round robin)… Es el primer checo que termina como Top 10 desde Jiri Novak (n.º 7 en 2002) y el primero en terminar como n.º 6 sin título desde Tim Henman en 2004. Es el único Top 10 que no gana títulos en 2010. 
Finalista en el Masters de Miami y en Wimbledon, su primera final de Grand Slam. Avanzó a seis cuartos de final, incluyendo el Masters de Indian Wells (perdiendo ante Rafael Nadal) y en el Masters de Toronto (perdiendo ante Roger Federer).
Venció al n.º 1 Federer (salvó 1 punto de partido), al n.º 12 Fernando Verdasco y al n.º 7 Robin Söderling para alcanzar la final del Masters de Miami (perdiendo ante el n.º 8 Andy Roddick). Alcanzó su primera semifinal de Grand Slam en Roland Garros (venciendo al n.º 4 Andy Murray en cuarta ronda), cayendo en cinco sets con Robin Söderling.
En Wimbledon derrotó al seis veces campeón Roger Federer (en cuartos de final) y al n.º 3 Novak Djokovic (en semifinales) antes de perder con Rafael Nadal en la final, en sets corridos. Fue el primer checo en una final de Wimbledon desde Ivan Lendl en 1987. Saltó del n.º 13 al n.º 8 el 5 de julio. Jugó más torneos entre el Top 10 (24). 
Quedó 25-21 en pista dura, 14-4 en arcilla, 6-1 en césped y 6-10 contra rivales Top 10. Ganó la mayor suma de dinero de su carrera, $2,509,122.

### 2011: Sexto título ATP

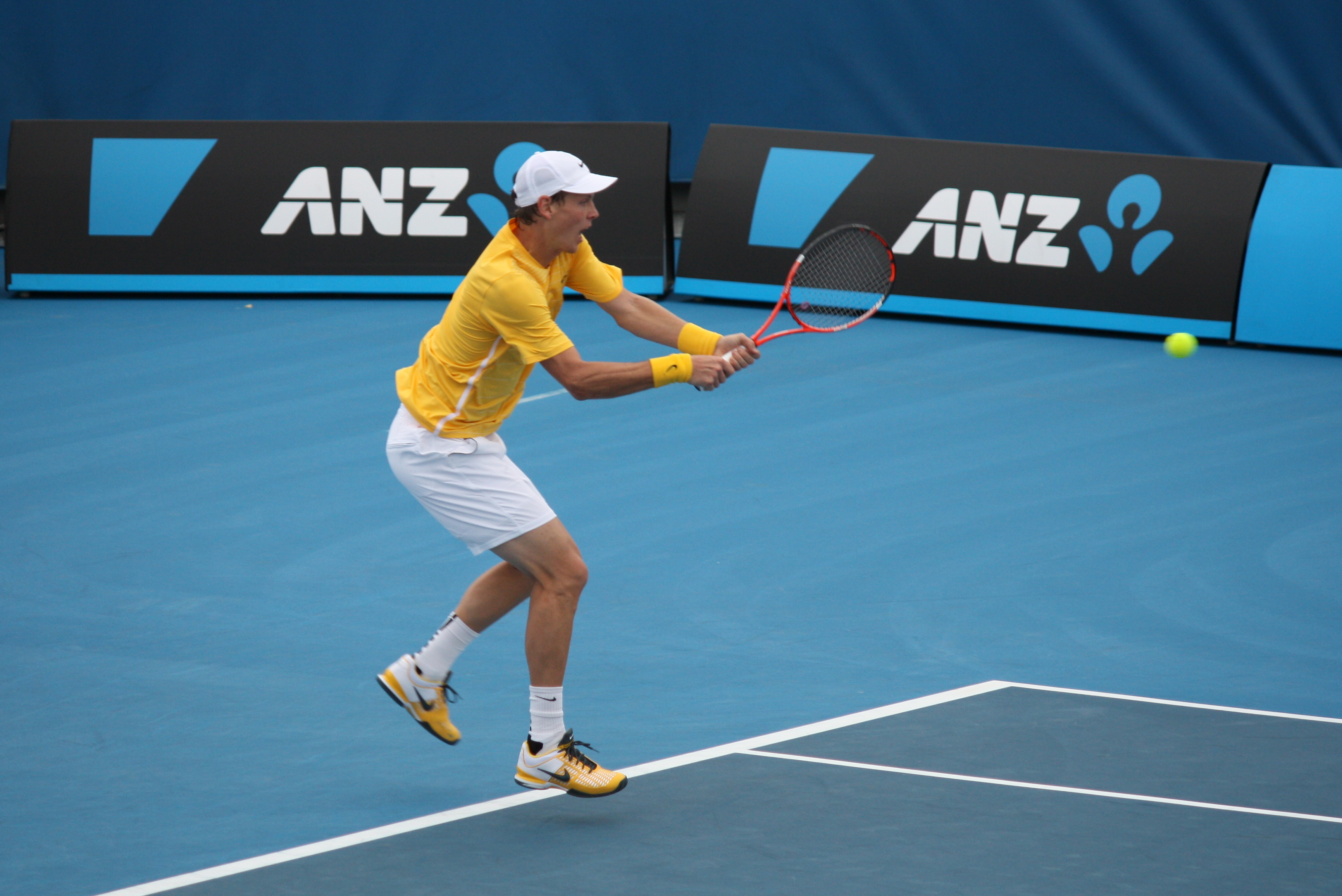
Berdych en el Abierto de Australia 2011.

El primer checo en terminar Top 10 en años seguidos desde Petr Korda en 1991-92. Clasificó de nuevo a las Finales Barclays ATP World Tour en Londres y llegó a semifinales (perdiendo ante Roger Federer). 

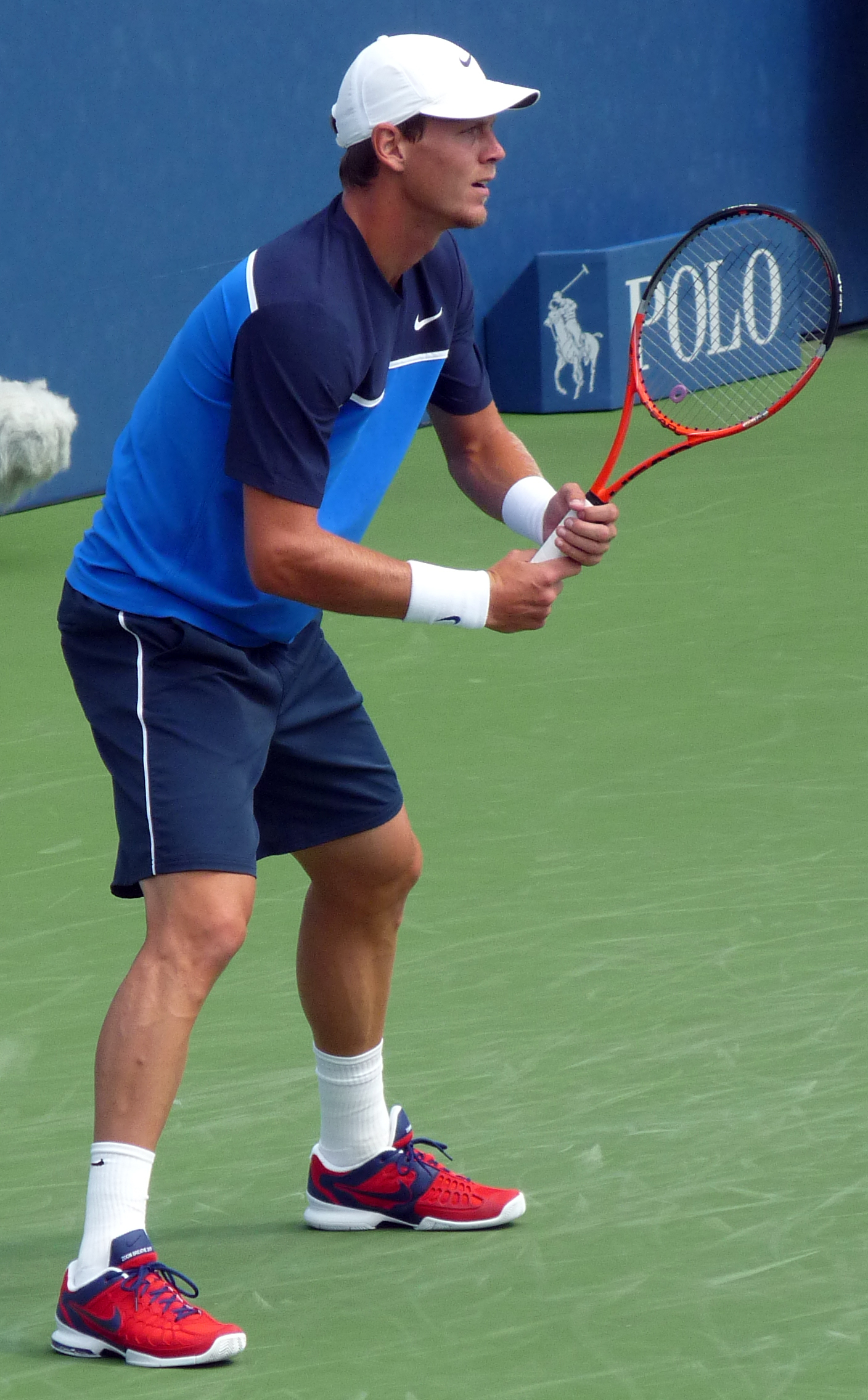
Berdych en el US Open 2011.

Compiló una marca personal de 53 victorias y ganó su sexto título ATP World Tour en el Torneo de Pekín (venciendo al croata Marin Čilić), su 1.º desde mayo de 2009 en el Torneo de Múnich. En total llegó al menos a cuartos de final en 16 de 23 torneos, incluyendo siete semifinales. 
Tuvo marcas de 19-9 en torneos ATP World Tour Masters 1000 con semifinales en el Masters de Cincinnati (retirándose en su partido ante Novak Djokovic) y en el Masters de París (perdiendo ante Roger Federer) y cuatro cuartos de final. Sufrió una lesión en el hombro en el verano (se retiró del Masters de Cincinnati y del US Open). 

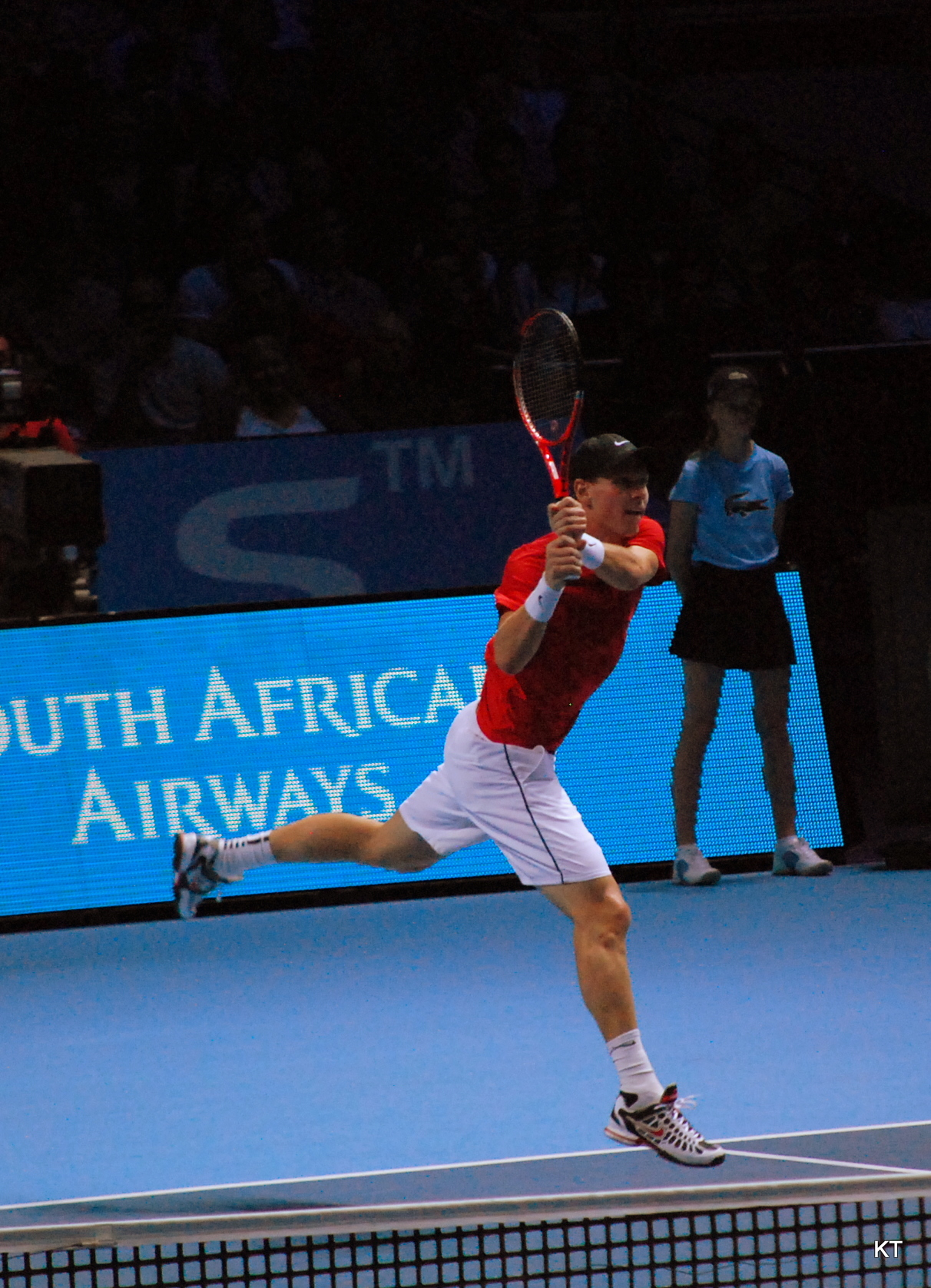
Berdych en el ATP World Tour Finals 2011.

Compiló marca de 6-9 contra rivales Top 10, 37-15 en asfalto, 10-6 en tierra batida y 6-2 en pasto. Quedó 16-7 en tie-breaks. Logró una marca personal de $2,576,813 (la más alta de su carrera).

### 2012: Copa Hopman, Campeón Copa Davis y semifinal en el Abierto de EE. UU.
De nuevo y por tercer año consecutivo acaba en el Top 10, consiguiendo una vez más el billete para las ATP World Tour Finals de Londres (1-2 en el round-robin), además de ganar dos títulos ATP World Tour y llegar otras dos finales, con un récord de 61 victorias. También consiguió ganar con la República Checa su primera Copa Davis (venciendo 3-2 a España).
Comenzó la temporada en el Abierto de Australia. Venció al n.º 10 Nicolás Almagro en cuarta ronda, antes de caer ante Rafael Nadal en cuatro sets en cuartos de final. Ganó su séptimo título ATP World Tour en el Torneo de Montpellier, venciendo al n.º 13 Gaël Monfils (6-2 4-6 6-3) en la final. Representó a la República Checa ante Italia en el triunfo de primera ronda de Copa Davis.
Hizo semifinales en el Torneo de Róterdam (perdiendo ante Juan Martín del Potro) y cuartos de final en el Torneo de Dubái (perdiendo ante Andy Murray). Quedó 3-2 en los torneos ATP World Tour Masters 1000 de Indian Wells y Miami, antes de ayudar a la República Checa a llegar a semifinales de Copa Davis con triunfo sobre Serbia.

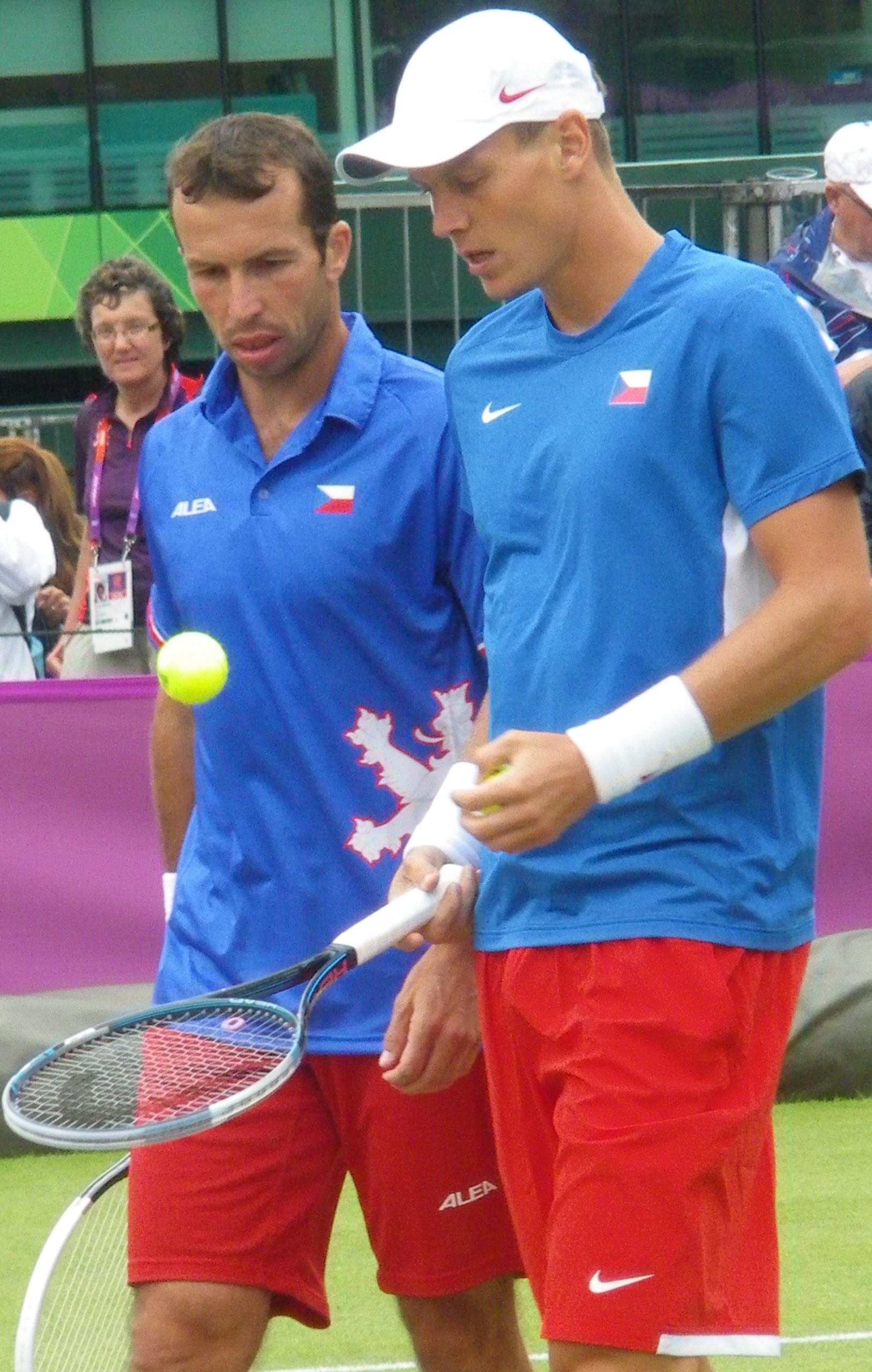
Berdych (izquierda) junto a Radek Štěpánek (derecha) representó a República Checa en los Juegos Olímpicos de Londres 2012.

Quedó 15-5 en la gira europea sobre arcilla, incluyendo la final en el ATP World Tour Masters 1000 Madrid (perdiendo ante Roger Federer). También hizo semifinales en el ATP World Tour Masters 1000 Montecarlo (perdiendo ante Novak Djokovic) y cuartos de final en el ATP World Tour Masters 1000 Roma (perdiendo ante Rafael Nadal). En Roland Garros, cayó con del Potro (7-6(6) 1-6 6-3 7-5) en cuarta ronda.
En la gira de césped, llegó a cuartos de final en el Torneo de Halle (perdiendo ante Tommy Haas), antes de caer en primera ronda de Wimbledon (perdiendo ante Ernests Gulbis). 

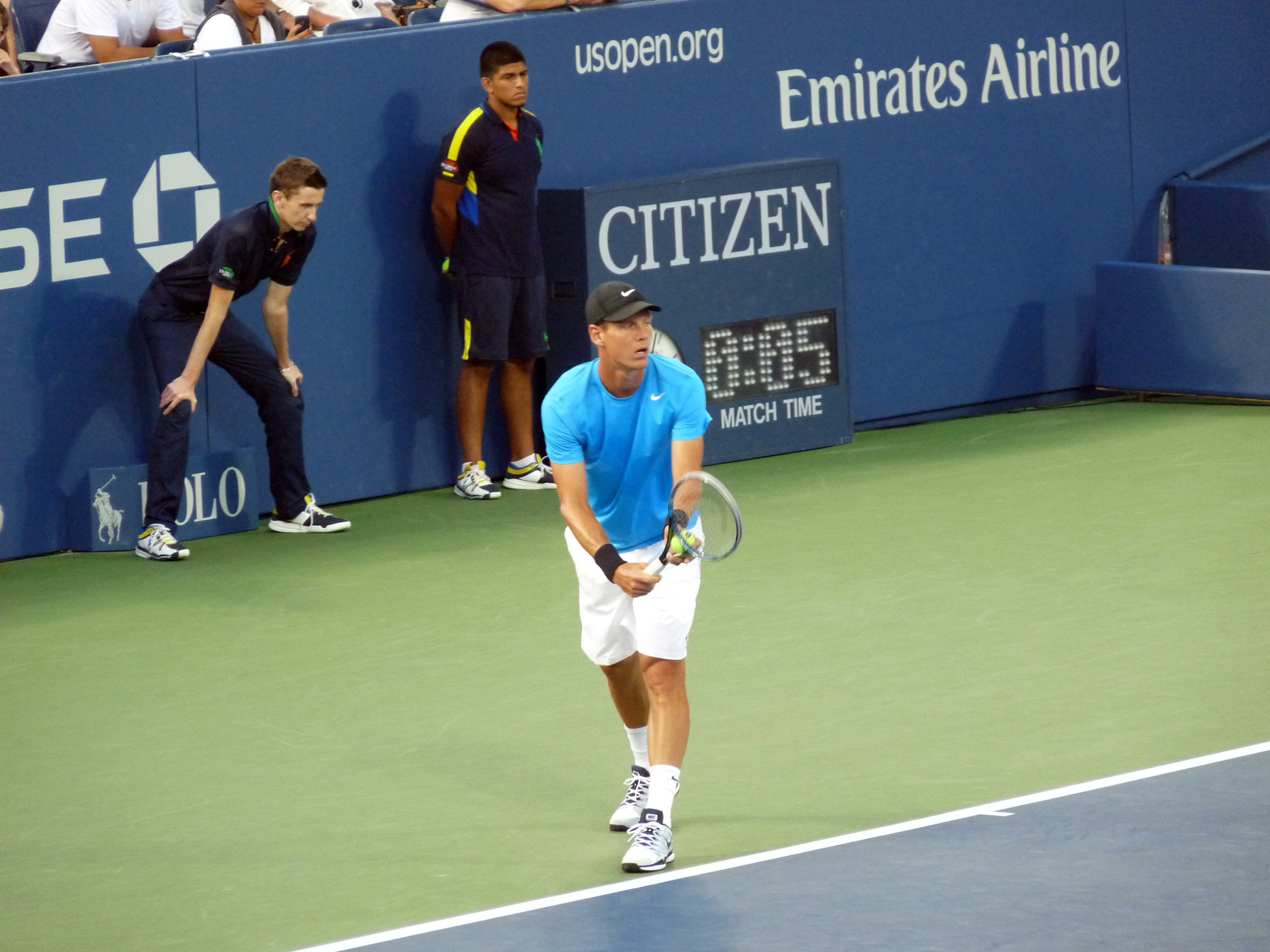
Tomás Berdych al servicio en el US Open 2012 donde venció a Roger Federer en cuartos de final y cayó ante Andy Murray en semifinales.

No logra pasar de tercera ronda en ninguno de los Masters 1000 de verano (Masters de Cincinnati y Masters de Montreal). Alcanza la final en el Torneo de Winston-Salem (perdiendo ante el local John Isner) y logra unos meritorias semifinales en el US Open (venciendo al n.º 1 Roger Federer en cuartos de final, perdiendo ante Andy Murray). Ayuda a que la República Checa alcance la final de la Copa Davis al ganar a Argentina.
En la gira asiática llega hasta semifinales en el Masters de Shanghái (venciendo al n.º 6 Jo-Wilfried Tsonga y perdiendo ante el n.º 1 Novak Djokovic. En el Torneo de Estocolmo consigue su segundo título del año y el octavo en su carrera tras ganar a Tsonga en la final (4-6, 6-4 y 6-4). Después llegaría hasta los cuartos de final del Masters de París (perdiendo ante Gilles Simon).
Su momento de gloria en la temporada llega el 18 de noviembre, con la consecuencia de su primera Copa Davis, venciendo a España en el O2 Arena por 3-2, primera de la historia República Checa como país independiente (Checoslovaquia lo logró en el año 1980). Ganó su primer partido de individuales ante Nicolás Almagro y el sábado el dobles junto con Radek Štěpánek, pero no pudo sellar la victoria en el primer partido del domingo, perdiendo ante David Ferrer, pero sin embargo su compatriota Radek Štěpánek venció a Nicolás Almagro en el punto decisivo y dio su primera ensaladera a los checos.
Compiló marcas de 39-15 en pista dura, 18-5 en tierra batida y 1-3 en pasto. Obtuvo un récord de 7-15 contra Rivales Top 10 y premio en dinero de $2.935.801 (el más alto de su carrera).

### 2013: Llegada al Top 5 y segundo título de Copa Davis

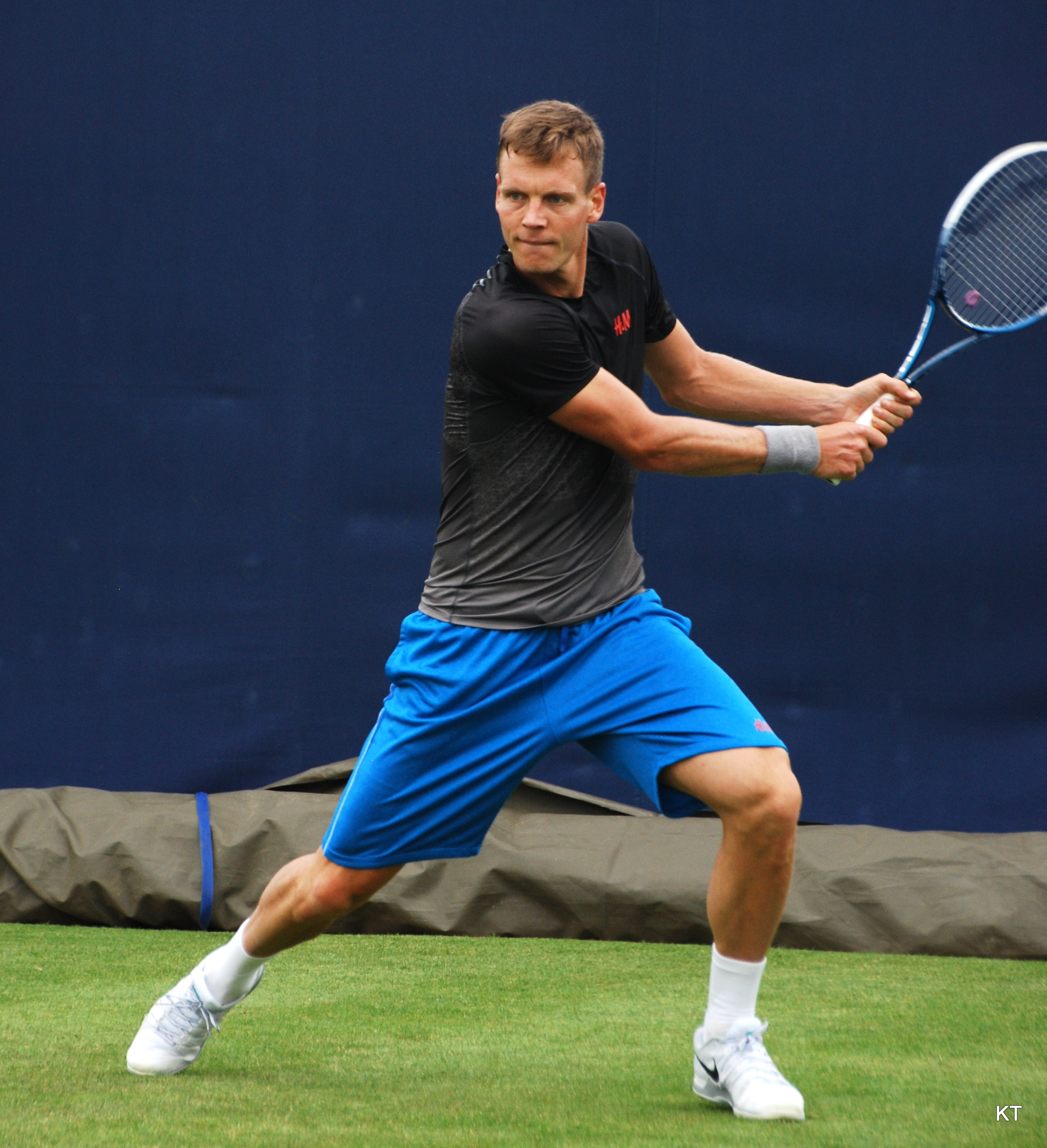
Tomáš Berdych 2013 lograría su segunda ensaladera con República Checa al vencer a Serbia en la final

El n.º 1 de la República Checa terminó Top 10 por cuarto año consecutivo y llegó a cuartos de final o mejor en 15 de los 23 torneos que disputó. Alcanzó el mejor ranking de su carrera (n.º 5 el 19 de agosto). 
Ayudó a su país a repetir título en la Copa Davis (venciendo a Serbia por 3-2) con marcas de 4-1 en individuales y 3-0 en dobles. En primera, batieron a Suiza por 3-2, ganando los 3 puntos. En conjunto con Lukáš Rosol vencieron a Marco Chiudinelli y Stanislas Wawrinka 24-22 en el quinto set en el partido más largo de la historia de la Copa Davis (7 horas y un minuto). 
Fue el único jugador en el Top 10 que no ganó ningún título durante el año. Los mejores resultados fueron finales en Marsella (perdiendo ante Jo-Wilfried Tsonga, n.º 8), Dubái (perdiendo con Novak Djokovic, n.º 1) y Bangkok (perdiendo ante Milos Raonic).

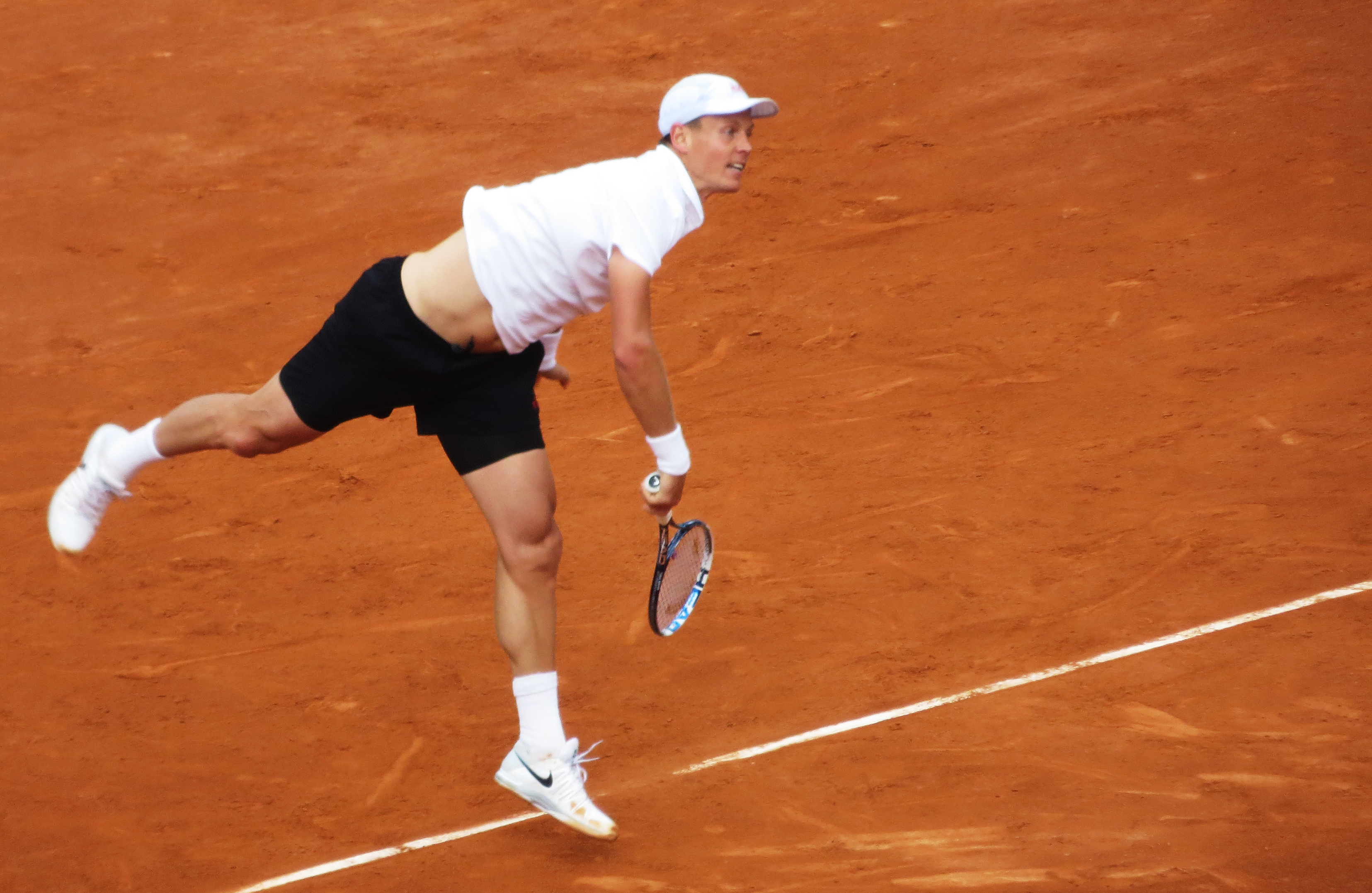
Berdych en Roland Garros 2013.

En Grand Slam (récord de 11-4), logró por octava vez llegar a cuartos de final en GS y tercera en Wimbledon (perdiendo ante Novak Djokovic), cuartos en el Abierto de Australia (perdió de nuevo con Djokovic ) y cuarta ronda en el Abierto de Estados Unidos (perdiendo ante Stanislas Wawrinka). Perdió ante Gaël Monfils 7-5 en el quinto set en primera ronda de Roland Garros. 
En ATP World Tour Masters 1000, compiló una marca de 21-9 con semifinales en Indian Wells (perdiendo ante Rafael Nadal), Madrid (perdiendo ante Wawrinka y logrando la victoria n.º 400 de su carrera), Roma (perdiendo de nuevo ante Nadal) y Cincinnati (otra vez sucumbiendo ante Rafa Nadal) y cuartos en Miami (perdiendo ante Richard Gasquet y París (perdiendo ante David Ferrer. 

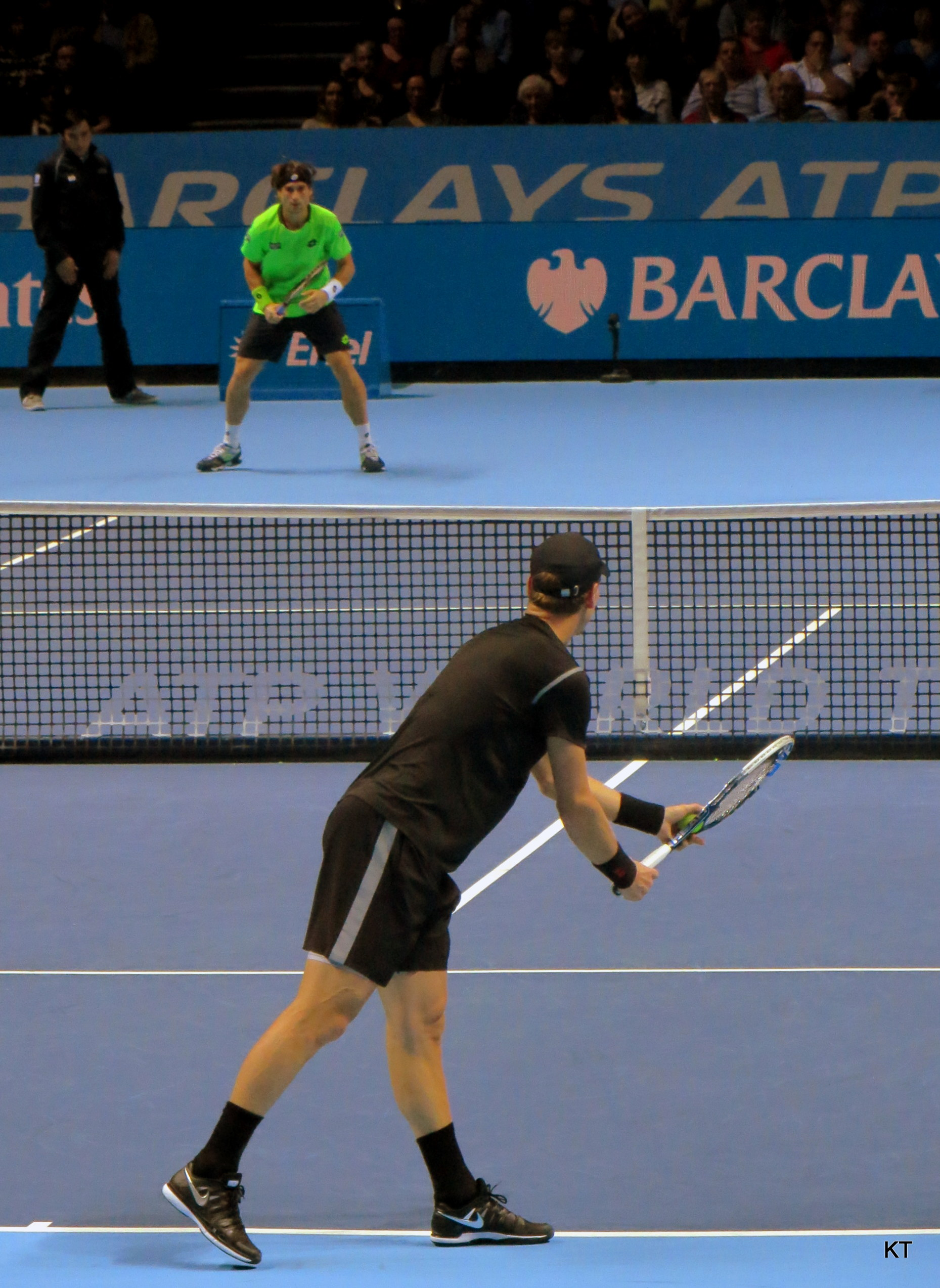
Berdych (negro) frente a David Ferrer (verde) en el round-robin del ATP World Tour Finals 2013.

Registró marcas de 39-17 en asfalto, 9-6 en arcilla y 6-2 en césped. Quedó 6-14 contra rivales Top 10. La cantidad de dinero que obtuvo fue de $2.965.315 (más alta aún que la del año anterior).

### 2014: Semifinal del Abierto de Australia y dos títulos ATP
El n.º 1 checo acabó en el Top 10 por quinto año seguido, ganando dos títulos - Róterdam y Estocolmo - en 5 finales (mejor marca de su carrera).
Berdych alcanzó su primera semifinal de Grand Slam en Abierto de Australia, en su camino a la cuarta ronda venció a Aleksandr Nedovyesov, Kenny de Schepper y al clasificado Damir Džumhur y en octavos de final al cabeza de serie número 19, Kevin Anderson por un cómodo 6-2, 6-2, 6-3 en una hora y 58 minutos. En un encuentro más físico que el anterior, en cuartos de final vencer al español David Ferrer (3° del mundo) por 6-1, 6-4, 2-6, 6-4 después de tres horas. Por un puesto en la final y después de un gran partido de tres horas y 31 minutos, cayó ante el N.º 8 del mundo Stan Wawrinka, en cuatro sets y en tres muertes súbitas. Por 3-6, 7-6(1), (3)6-7, (4)6-7, quedando a un paso de jugar su segunda semifinal de Grand Slam.

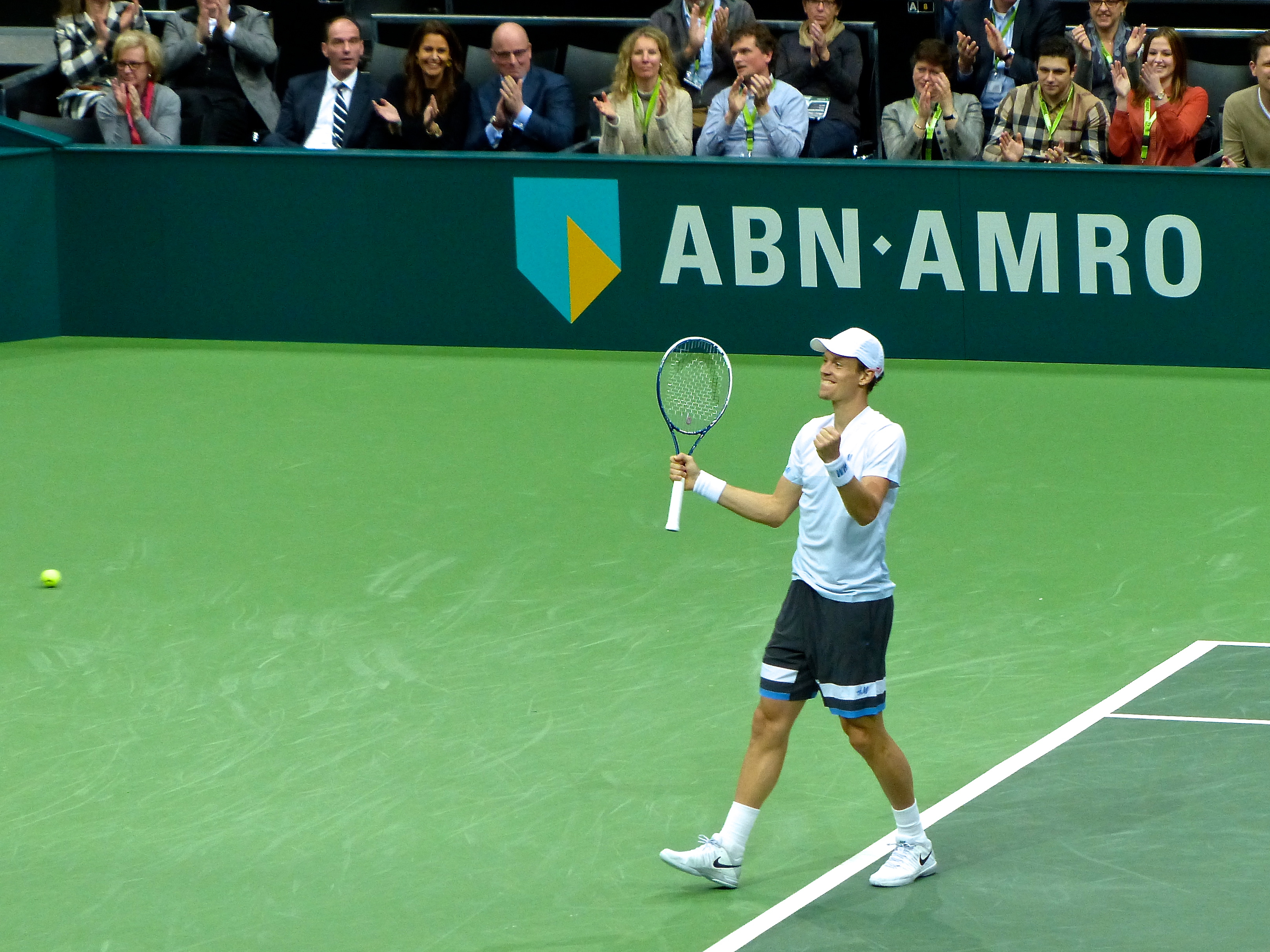
Tomás Berdych logró su primer título del año en Róterdam.

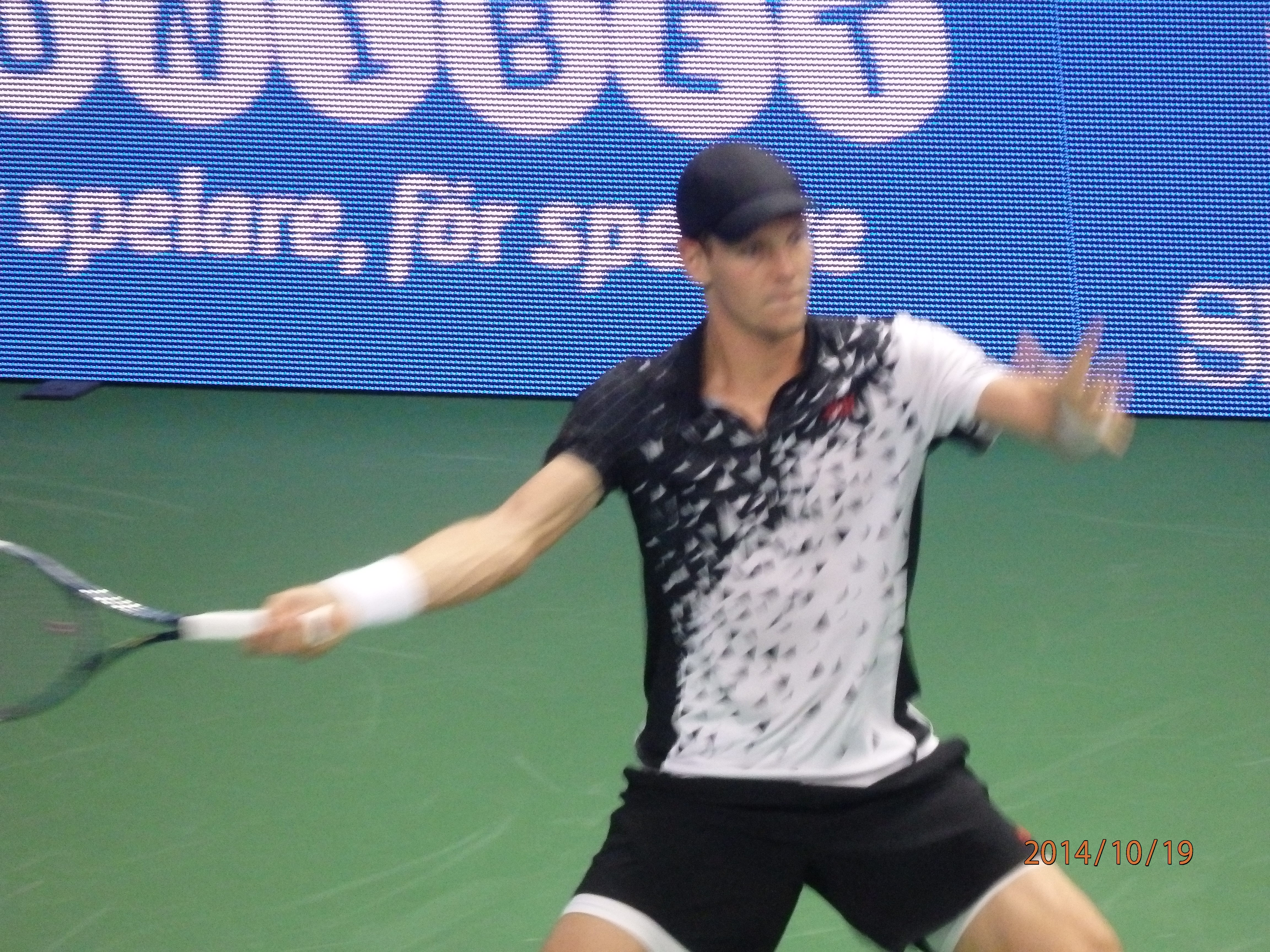
Y el segundo en Estocolmo.

En febrero, en el ATP 500 de Róterdam, llegó a la final al vencer a Andreas Seppi, Nicolas Mahut, Jerzy Janowicz (7-96-7, 6-2, 6-4) y en semis al letón Ernests Gulbis por 6-3, 6-2. En la final venció a Marin Čilić fácilmente por 6-4, 6-2 ganando su 9° título después de vencer a solo uno Top 20 durante la semana. Con esta victoria, regresó a su mejor clasificación al quinto puesto. En el mismo mes, llegó a la final de otro ATP 500 en Dubái incluyendo una victoria sobre el francés Jo-Wilfried Tsonga (10° Mundial) y a Philipp Kohlschreiber por 7-5, 7-5 en las semifinales. Perdió ante Roger Federer por 6-3, 4-6, 3-6 en un partido muy ajustado y luego de ganar el primer set. Logró un récord personal de 11 partidos seguidos ganando en febrero.
Berdych pierde contra Roberto Bautista Agut (6-4, 2-6, 4-6) en la segunda ronda de Indian Wells. Llegó a las semifinales de Miami en Key Biscane, logrando destacados triunfos sobre el 10° Mundial John Isner por 6-3, 7-5 en octavos de final y Alexandr Dolgopolov por 6-4, 7-6(6) en una hora y 45 minutos en semifinales, sin embargo se retira antes del partido debido a un problema gastrointestinal, dándole el paso a la final a Rafael Nadal.

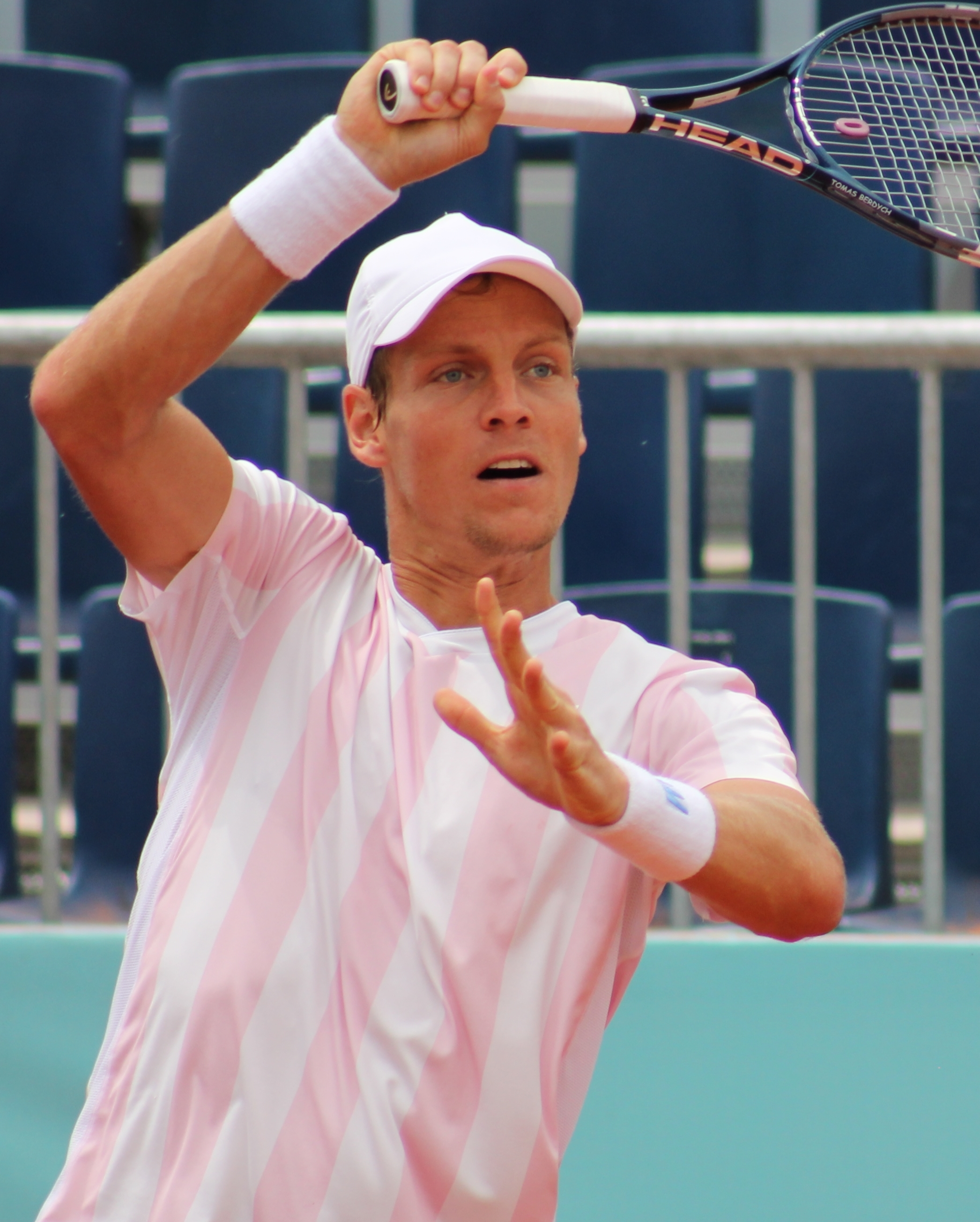
Berdych durante el Masters de Madrid 2014.

En abril comienza la gira de tierra batida europea en Montecarlo llegando a octavos de final tras caer ante Guillermo García López por 6-4, 3-6 y 1-6. Llegó a la final en Estoril pero perdió por 5-0, 5-7, 1-6 contra Carlos Berlocq después de infligir un rosco en el primer set. En Masters de Madrid, supera fácilmente a Kevin Anderson por 6-1, 6-4 en segunda ronda y pierde un set en tercera ronda (3-6, 6-3, 6-2) ante Grigor Dimitrov, antes de perder en cuartos de final ante el número uno del mundo, Rafael Nadal por 6-4 y 6-2, futuro campeón del torneo. Por último, en Roma, llega a octavos de final y pierde por 7-6(3), 2-6 y 2-6 contra Grigor Dimitrov. Durante Roland Garros logra una buena actuación, vence en primera ronda a Peter Polansky en sets corridos y a Aleksandr Nedovyesov y Bautista Agut en cuatro por la segunda y tercera ronda, respectivamente. Luego se clasifica para cuartos de final, superando al 11° del mundo, John Isner por triple 6-4 en una hora y 51 minutos. En dicha instancia, cayó en sets corridos ante Ernests Gulbis por contundente 6-3, 6-2 y 6-4 luego de una hora y 59 minutos.
La temporada de Césped es muy discreta, pierde en cuartos de final en Queen's contra el especialista en esta superficie Feliciano López por 4-6, (7)6-7. En Wimbledon, llegó a la tercera ronda y perdió en 3 sets contra Marin Čilić por (5)6-7, 4-6, (6)6-7.
Después de largas semanas de Irregularidad y la forma pobre desde julio hasta septiembre, logra por fin un buen resultado en el US Open, alcanzando los cuartos de final después de victorias sobre Lleyton Hewitt (6-3, 6-4, 6-3) y un trabajado triunfo sobre Martin Kližan (6-3, 4-6, 6-2, 3-6, 6-3). Después vence fácilmente en sets corridos a Teimuraz Gabashvili en una hora 38 minutos y a Dominic Thiem en dos horas y 12 minutos, para perder de nuevo contra Marin Čilić por 2-6, 4-6 y (4)6-7, futuro ganador del torneo.
Sus resultados continúan mejorando después del US Open. Llegó a la final del Abierto de China sin perder un set tras victorias sobre Feliciano López, Viktor Troicki, John Isner y Martin Kližan. Pierde contra el número uno Novak Djokovic, por un contundente 6-0 y 6-2 en un poco más de una hora. A continuación, en el Masters de Shanghái, vence fácilmente a Richard Gasquet e Ivo Karlović, antes de caer por (4)6-7 6-4 y 0-6 en cuartos de final contra el francés Gilles Simon, futuro finalista.
En octubre ganó su décimo título ATP en Estocolmo superando en la final al defensor del título y n.º 10 Mundial Grigor Dimitrov por 5-7, 6-4 y 6-4 en la final. Fue la primera vez que ganaba un mismo torneo dos veces (También en 2012). Llegó a las semifinales del Masters de París-Bercy, tras superar a Adrian Mannarino (6-4, (3)6-7, 6-2), Feliciano López (7-5, 6-3) y a Kevin Anderson ((4)-7, 6-4, 6-4) en cuartos, también se clasifica para el Masters de Londres. Después cae ante el cañonero canadiense Milos Raonic (10° Mundial) por 3-6, 6-3 y 5-7 después de 2 horas y 8 minutos de juego.

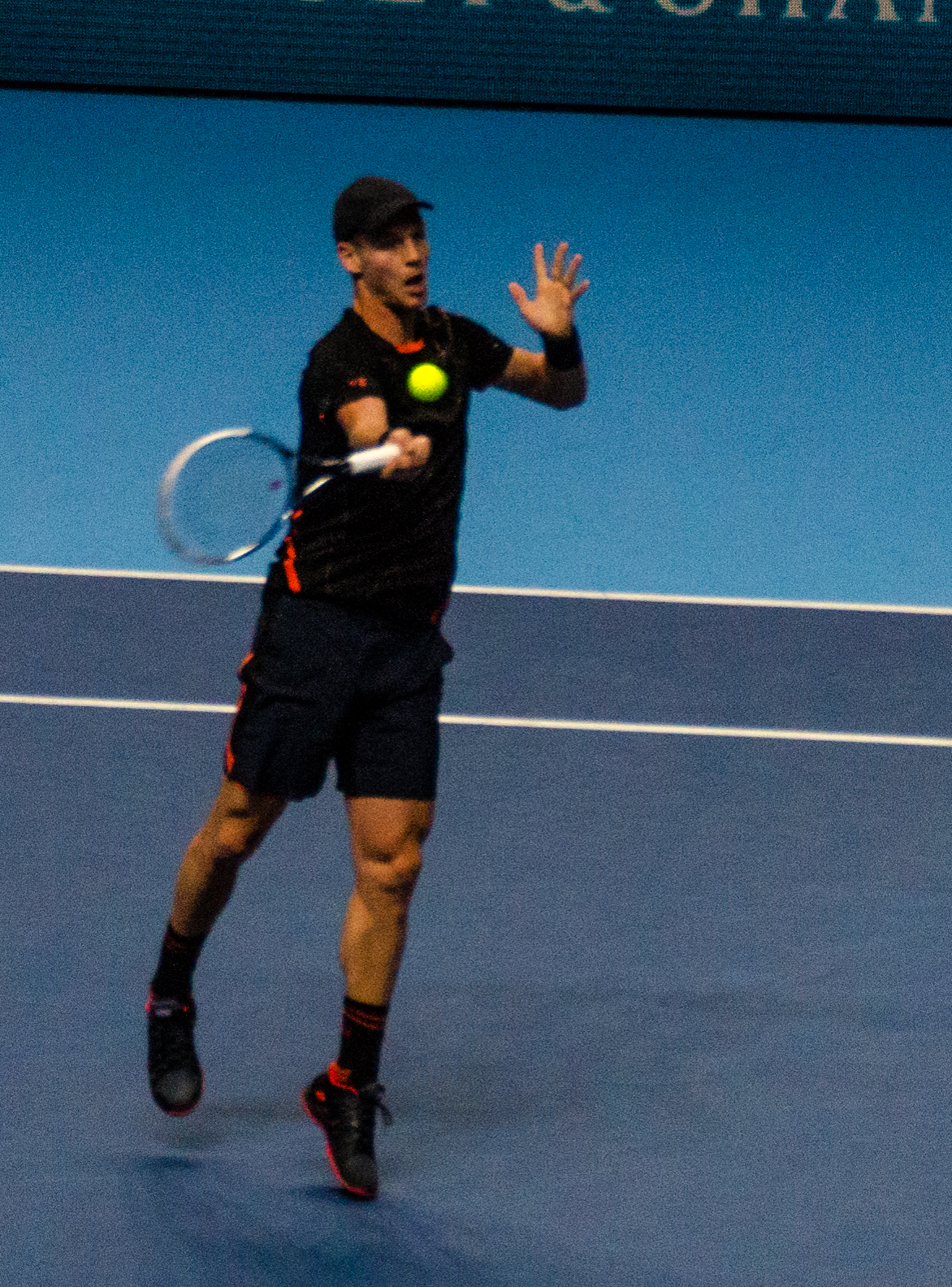
Berdych en el ATP World Tour Finals 2014.

En el Masters, Berdych queda situado en el "Grupo A" con Novak Djokovic (N.º 1), el suizo Stanislas Wawrinka (N.º 4) y número nueve del mundo Marin Čilić (Que entraba tras la baja de Nadal). Cae de forma contundente en sus primeros dos partido por doble 6-1 ante Wawrinka solo 58 minutos y doble 6-2 ante Djokovic en una hora y 9 minutos, pero logró ganar su último partido Čilić por un fácil 6-3, 6-1 en una hora y 15 minutos. El checo es eliminado al final de la fase de grupos y finaliza su temporada en el séptimo lugar, igual como el año anterior.
El 16 de diciembre, Berdych anuncia a través de las redes sociales que se separa de sus ahora ex entrenadores, Tomáš Krupa y David Vydra. Daniel Vallverdu se convierte en su nuevo entrenador para la temporada 2015.
Logró un récord 15-4 en Grand Slams, con semifinales en el Abierto de Australia (venciendo al n.º 3 David Ferrer en cuartos de final, siendo derrotado ante el posterior campeón, Stan Wawrinka), cuartos de final en Roland Garros (perdiendo ante el sorprendente Ernests Gulbis) y el US Open (cayendo ante el posterior campeón Marin Čilić) y tercera ronda en Wimbledon (perdiendo de nuevo ante Čilić).
A nivel de Masters 1000, su mejor actuación fueron las semifinales en Miami (venciendo al n.º 10 John Isner, W/O ante Rafael Nadal) y París (perdiendo ante Milos Raonic).
En dobles, ganó el título en Doha con Jan Hájek (venciendo a Alexander Peya-Bruno Soares). En Copa Davis, cayó ante Francia en semifinales tras ganar el título en 2012-13.
Completó unos registros de 40-14 en duras, 11-6 en arcilla y 4-2 en hierba. Marcó 5-7 ante rivales Top 10 y logró premios en metálico de $3.899.534.

### 2015: Segunda semifinal del Abierto de Australia y Top 4

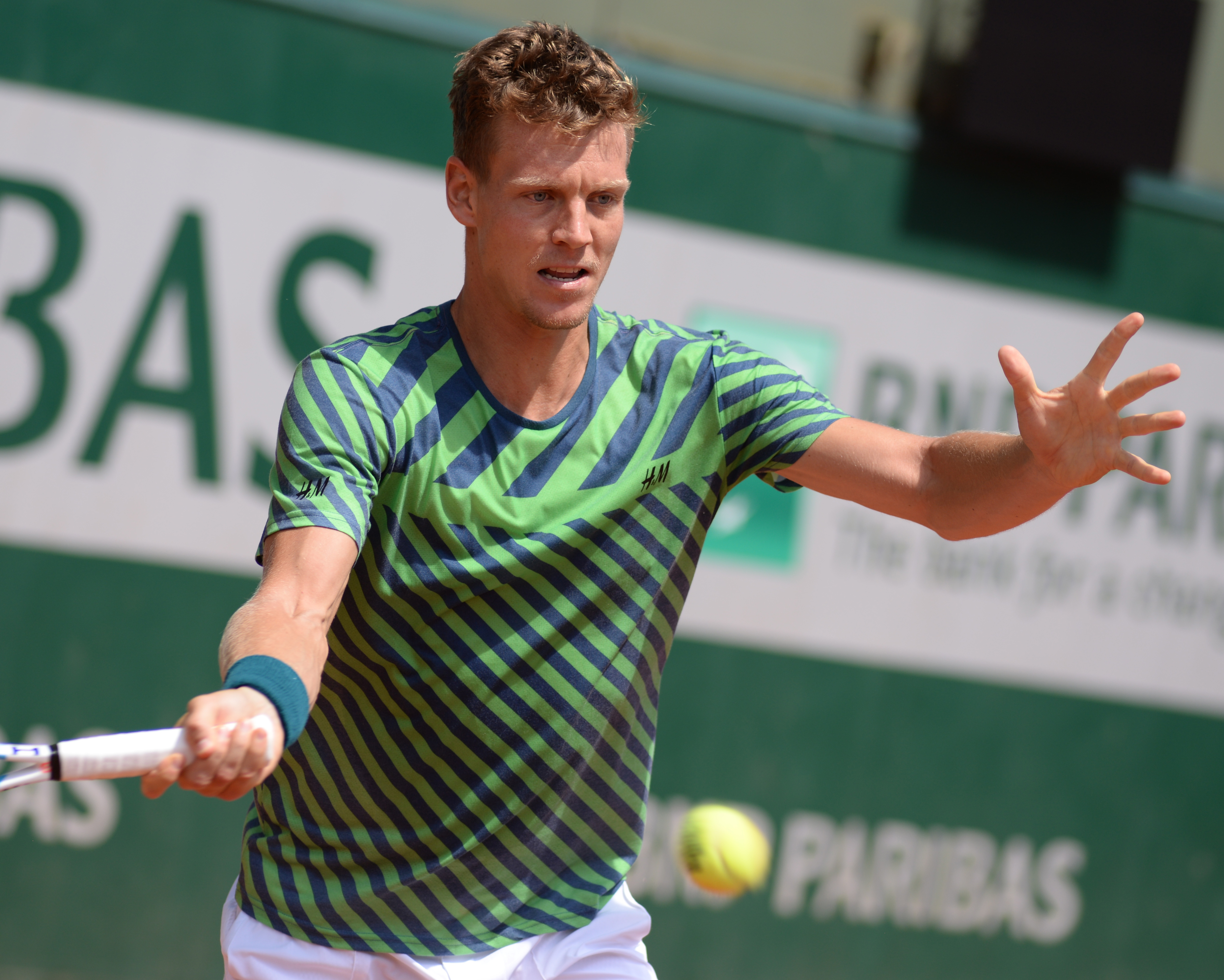
Berdych en 2015 lograría su mejor ranking en su al situarse número 4 en mayo de 2015, además de lograr su segunda semifinal consecutiva en la Australian Open derrotando a Rafael Nadal en cuartos por 6-2, 6-0 y 7-6

Berdych comenzó su temporada en Doha. Alcanza la final contra David Ferrer, tras vencer a Richard Gasquet (6-2, 6-1) y Andreas Seppi (6-2, 6-3) jugando un buen tenis, en la final cayó por 6-4 y 7-5 ante el número diez del mundo. Después de este buen comienzo de temporada, comienza el Abierto de Australia. Comenzó el torneo con control total en su juego y mentalidad, eliminando a Alejandro Falla, Jürgen Melzer, Viktor Troicki y en octavos de final a Bernard Tomic por 6-2, 7-6(3), 6-2 en dos horas, llegando a cuartos sin ceder sets. En cuartos de final, se enfrenta a Rafael Nadal (N.º 3 del mundo), jugando un tenis enorme lo venció por 6-2, 6-0 y 7-6(5) en 2 horas y 13 minutos, logrando corta una racha de 17 derrotas seguidas ante el español. Su última victoria sobre Nadal se remonta a 2006 (Casi 10 años). El rosco que le mandó en el segundo set era solo la tercera que el español perdía un set con ese marcador. En las semifinales, se enfrenta al número 6 del mundo Andy Murray. Después de ganar 7-68-6 el primer conjunto que duró 76 minutos, colapsó completamente en los dos sets siguientes ganados por Murray (6-0, 6-3) en 74 minutos. En el cuarto set, Berdych reencuentra su energía, pero perdió 7-5 por un total de 3 horas y 25 minutos de juego. Con un incidente durante el partido con la novia de Andy Murray que insultó al checo.

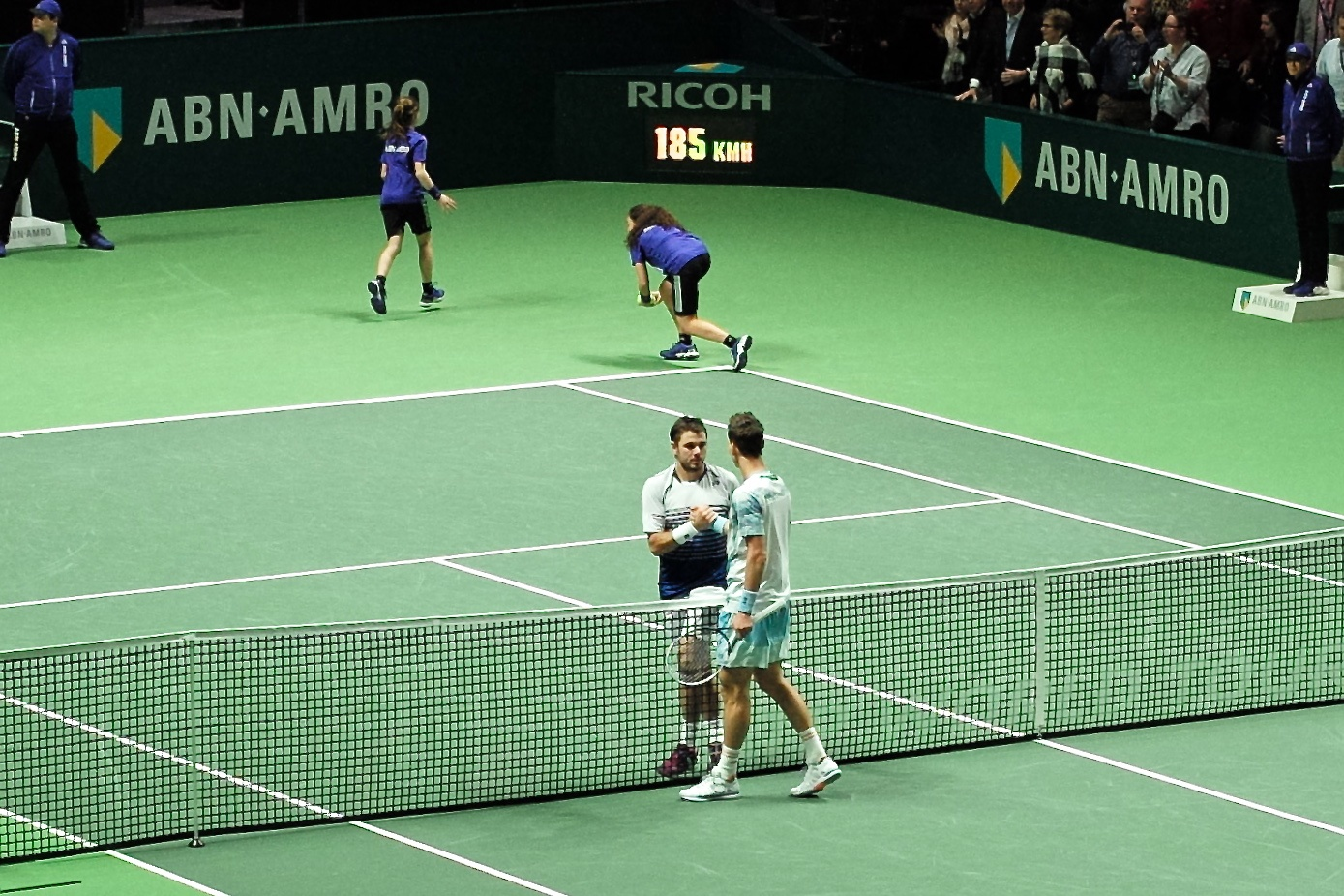
Berdych tras la final del ATP 500 de Róterdam donde cayó ante Stan Wawrinka en tres sets

En Róterdam, comenzó la defensa de su título como cabeza de serie número 3. Llegó a la final al derrotar a los franceses Gael Monfils (6-1, 6-4) y Gilles Simon (6-2, 6-1) en cuartos de final y semifinales, respectivamente. En la final, después de haber ganado el primer set, pierde los próximos 2 sets, dejando a su oponente Stan Wawrinka (entonces 8° del mundo), como ganador del torneo por 6-4, 3-6, 4-6 en una hora y 58 minutos. En Dubái, llega hasta semifinales semifinales donde se enfrenta y le da un duro partido (a partir del segundo) al número Novak Djokovic, cayendo por 0-6, 7-5 y 4-6, finalmente, quedando a un paso de la final.
En Indian Wells, llegó a la ronda de 16 sin dificultad. En contra de su compatriota Lukáš Rosol, sufre un poco y concedió un sets en octavos. Pero hace que se ejecute la jerarquía y vence por 6-2, 4-6, 6-4 y se clasificó para los cuartos de final, donde se enfrentó a Roger Federer, siendo derrotado por un cómodo 6-4 y 6-0 en una hora y 10 minutos. En Miami, venció a la joven esperanza surcoreana Hyeon Chung por 6-3 y 6-4 en segunda ronda, a continuación, salió de la trampa de Bernard Tomic donde, después de haber ido perdiendo por (4)6-7 y 2-5, remontó el partido llevándose los 10 juegos de los últimos 12 restantes para ganar por 46-7, 7-63 y 6-1 en tercera ronda. Después se aprovechó del abandono de Gael Monfils para llegar a los cuartos de final sin dudar una gota donde derrotó con bastante facilidad Juan Mónaco en dos sets (6-3, 6-4) y una hora y 34 minutos. nuevamente se enfrenta al escocés Andy Murray en las semifinales, teniendo una buena oportunidad para llegar a la final. Sin embargo, como a menudo "jugando bien, nunca ganan", pierde por doble 4-6 en una hora y cuarenta y dos minutos de juego, dejando la oportunidad de jugar de nuevo otra final del Masters 1000. Además Murray dejó el frente a frente seis iguales.
Para comenzar la temporada en arcilla, Berdych sigue con sus ambiciones de este buen comienzo de año. Primero participó en el Masters de Montecarlo. Debutó en segunda venciendo Sergui Stajovski por un disputado 6-4 y 7-67-2 y a Roberto Bautista Agut por 7-69-7, 6-4 y en cuartos de final vence al canadiense Milos Raonic para llegar a semifinales sin perder set. En ese juego, se enfrentó al francés Gael Monfils y lo vence fácilmente por 6-1 y 6-4 en una hora y 7 minutos. Alcanza primera final en Montecarlo y juega su 4° Final de Masters 1000, casi tres años después de su última final en Madrid 2012. En la final, se enfrenta al número 1 del mundo, Novak Djokovic, el duelo fue interrumpido por la lluvia. El partido comienza a ser favorable para Berdych cuando gana el segundo set pero en el tercero le quiebran de partido y cae por 5-7, 6-4, 3-6 en un emocionante partido en dos horas y 42 minutos, perdiendo al mismo tiempo su 17° final en 27 jugadas y 3° derrota de la temporada contra jugadores en el top 10. Luego, en Madrid, llega a semifinales de nuevo en 3 de los 4 primeros Masters 1000 del año tras vencer a los franceses Richard Gasquet (7-63, 7-5) y Jo-Wilfried Tsonga (7-5, 6-2); y, por último a John Isner por 3-6, 7-67 y 7-61 en un partido intenso y físico. Pierde en una hora y 44 minutos ante el español Rafael Nadal por 36-7 y 1-6 después de un primer set muy igualado, pero subió dos puestos hasta el quinto lugar en el ranking. Al final del Masters de Roma, a través de su curso (perdió en cuartos de final ante Roger Federer por doble 6-3 y la ausencia de Raonic, perdiendo 360 puntos). Berdych alcanzó el mejor ranking de su carrera el 18 de mayo ubicándose en el Top 4.

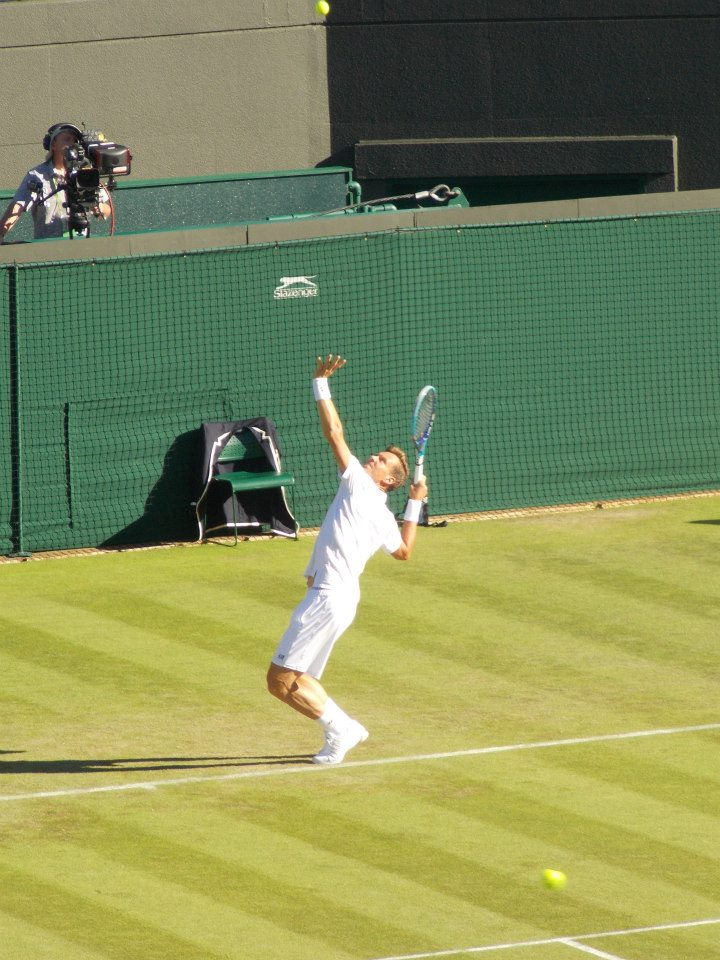
Berdych en Wimbledon 2015.

Durante los últimos tres Grand Slam, decepciona al salir prematuramente en los octavos de final. En Roland Garros en primer lugar, donde comenzó su campaña con una victoria en sets corridos sobre la joven estrella japonesa Yoshihito Nishioka. Berdych siguió esto al derrotar a Radek Štěpánek y Benoît Paire en la segunda y tercera ronda, respectivamente, para llegar a la cuarta ronda. Pierde contra el francés Tsonga por 3-6, 2-6, 7-65 y 3-6 en dos horas y 58 minutos en un partido que se jugó de un solo lado a pesar de ganar el tercer set; y en Wimbledon pierde más duramente contra otro francés, Gilles Simon con un marcador de 3-6, 3-6, 2-6 en una hora y 57 minutos. Finalmente en el Abierto de Estados Unidos, pierde otra vez contra otro francés, esta vez, Richard Gasquet por 6-2, 3-6 4-6, 1-6 en 2 horas y 24 minutos.
Antes de Wimbledon. Berdych compitió en Halle, donde llegó a los cuartos de final antes de perder ante Ivo Karlović en tres sets. Después perdió en la segunda ronda del Masters de Canadá y en los cuartos de final en Cincinnati.
Ganó su primer torneo de la temporada en China en Shenzhen ganando contra Guillermo García-López en la final por 6-3 y 7-67, logrando su undécimo título. Sin embargo, no pudo llevar su buena forma al China Open y perdió en la primera ronda contra Pablo Cuevas. En el Masters de Shanghái, después de victorias sobre Jack Sock (7-63, 4-6, 6-4) y Gilles Simon, cae bruscamente Andy Murray en cuartos de final por 6-3 y 6-1. Luego, el 18 de octubre, se clasifica para el Masters de Londres por sexto año consecutivo. Cerró su gira por torneos ATP chinos con 7 victorias y 2 derrotas, además logrando un título en el gigante asiático.
Ganó su 2°título en el año en un ATP 250, cuando en Estocolmo, venció a Jack Sock por 7-61 y 6-2) Esta fue el 12° título de su carrera, mientras también gana el título de Estocolmo por segundo año consecutivo consecutivo y tercero título general allí.. En París-Bercy, venció a los franceses Edouard Roger-Vasselin (6-3, 4-6, 7-5) y a Tsonga (6-3, 6-4). Antes de perder en los cuartos de final en un partido de doble muerte súbita contra el número 1 Novak Djokovic, llegando animando a Londres.
En el Masters, quedó situado en el Grupo Stan Smith con el número 1 mundial Novak Djokovic, el 3° del mundo Roger Federer y 8° del mundo Kei Nishikori. En su primer partido perdió ante el suizo Federer por 6-4 y 6-2 en una hora y 9 minutos y pierde nuevamente contra Nishikori por 5-7, 6-3, 3-6 en dos horas y 23 minutos en el partido más largo en la Copa Masters 2015 y con esta derrota quedó eliminado de la competición. Para su último partido, pierde otra vez contra Djokovic por 3-6, 5-7 en una hora y 29 minutos, terminando sin ganar en tres juegos.
Berdych terminó el año en el puesto 6. Además consiguió terminar entre los 7 mejores del mundo por seis años seguidos.
En 2015 alcanzó los cuartos de final en 15 de 22 torneos en 2015 y ganó dos partidos o más en 18 de 22. Llegó hasta las semifinales del Abierto de Australia (derrotó al n.º 3 Rafael Nadal, perdió con el n.º 6 Andy Murray), su mejor marca en el torneo. Ha disputado 49 Grand Slam seguidos y 50 Masters 1000 consecutivos. Firmó la cuarta final de su carrera en un ATP Masters 1000 en Montecarlo (derrotó a Gael Monfils, perdió con el n.º 1 Novak Djokovic en tres sets). 
Superó las 50 victorias por quinta temporada seguida (el récord lo tiene fijado en 2012 con 61). Consiguió la victoria 500 de su carrera en Dubái tras ganar a Simone Bolelli en segunda ronda.

### 2016: Segunda semifinal de Wimbledon, 13° título y salida del Top 10 en 6 años

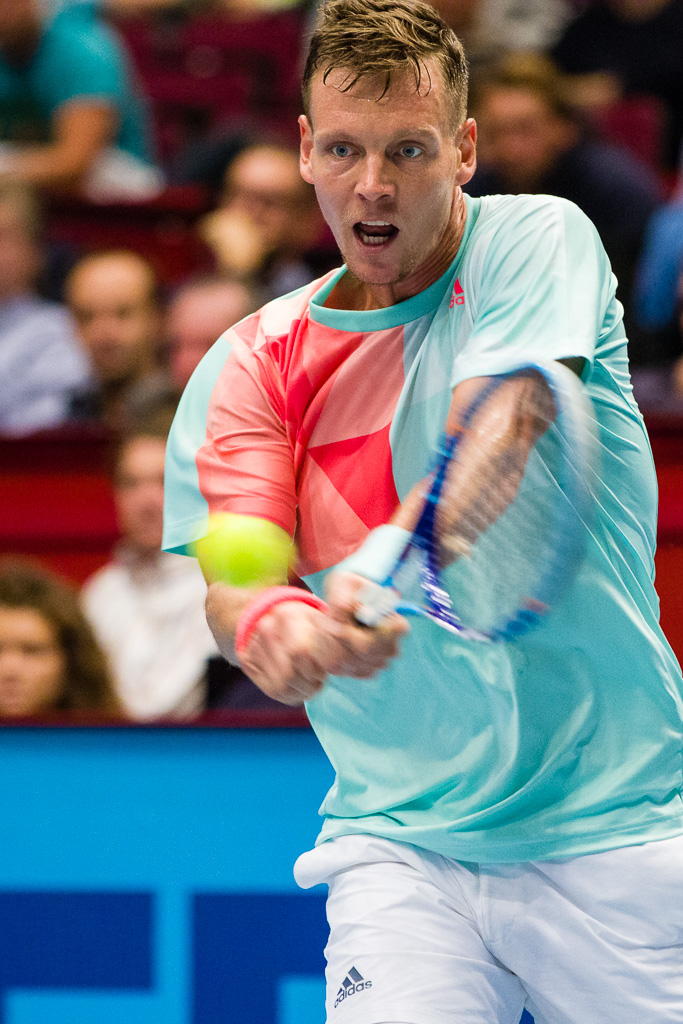
Berdych en 2016 logró su segundo semifinal en Wimbledon primera desde 2010, además su 13° Título ATP y logrando terminar en el top 10 por séptimo año consecutivo

Berdych comenzó el 2016 en el puesto n.º 6 y compitió en el Torneo de Doha. Ganó su primer partido contra Sergui Stajovski por 7-5, 6-4. A continuación, se clasificó para los cuartos de final al vencer fácilmente a Damir Džumhur por 6-0, 6-4. Luego se enfrenta al joven británico Kyle Edmund que vence por un fácil 6-3, 6-2. Se enfrentó a Djokovic en las semifinales y se inclina por 22° vez contra el serbio con un resultado de 6-3 y 7-63. Después juega el Abierto de Australia como cabeza de serie número 6. Después de dos primeras rondas fáciles sin ceder sets, se enfrenta a Nick Kyrgios y lo vence en cuatro sets por 6-3, 6-4, 1-6, 6-4 en tercera ronda. En la ronda de octavos, se enfrentó al cabeza de serie 24° Roberto Bautista Agut, en un partido ganó el checo por 4-6, 6-4, 6-3, 1-6, 6-3. Al llegar a los cuartos de final, Roger Federer no le deja ninguna posibilidad y en tres sets lo vence por 7-64, 6-2, 6-4 por lo que no pudo llegar a las semifinales en el Abierto de Australia por primera vez desde 2013. Como resultado de no defender su semifinal del año anterior, el ranking de Berdych bajó del n.º 6 al n.º 8.
Luego participó en el ATP de Marsella cayó en las semifinales con un marcador de 4-6, 2-6 ante Nick Kyrgios, futuro ganador del torneo, antes derrotó a Alexander Zverev y David Goffin. Participa igual que el año anterior en el torneo de Dubái. Perdió en cuartos contra el australiano en dos sets. Para participar en los Juegos Olímpicos, decidió la jugar la primera ronda de la Copa Davis con República Checa contra Alemania. En su primer partido vence al Alexander Zverev en cinco disputados sets por 7-66, 1-6, 4-6, 7-65 y 6-4 en 4 horas y 20 minutos. También ganó su partido de dobles junto a Radek Štěpánek para sumar su victoria 50 en Copa Davis (derrotaron a Philipp Kohlschreiber/Philipp Petzschner) y después por el cuarto punto se retiró ante Philipp Kohlschreiber cuando caía por 7-5 y 5-3. Finalmente Lukáš Rosol venció a Zverev en sets corridos y su equipo ganó por 3-2.
Luego participó en el Masters 1000 de Indian Wells, donde fue derrotado en la cuarta ronda por 6-4, 7-67 contra Milos Raonic, futuro finalista. Luego, en Miami, que fue vencido en los cuartos de nuevo por Djokovic en dos sets por doble 6-3, después de vencer a Richard Gasquet en un gran partido por 6-4, 3-6, 7-5.
Para comenzar la temporada en tierra batida, debe defender su final en Montecarlo. en la segunda ronda del torneo, fue eliminado por el 99° del mundo Damir Džumhur por 4-6, 7-61 y 3-6 en 2 horas y 28 minutos. Luego participó en el Masters de Madrid. Llegando fácilmente a los cuartos de final, pero fue dominado en dos sets por el campeón defensor Andy Murray. La semana siguiente, en Roma, es sorprendentemente dominado por el belga David Goffin a infligirle una bicicleta doble 6-0 en 48 minutos en tercera ronda, algo que nunca le habían pasado. Tras el torneo, decidió separarse de su entrenador, Daniel Vallverdú, con el que trabajó durante un año y medio.
En Roland Garros, gana fácilmente sus dos primeros partidos. En la tercera ronda, gana a Pablo Cuevas (ganador de 2 torneos en arcilla este año) por 4-6, 6-3, 6-2, 7-5. A continuación, venció al 11° del mundo David Ferrer por 6-3, 7-5 y 6-3 en la octava ronda en un poco más de dos horas. Pero perdió en los cuartos de final contra el futuro ganador Novak Djokovic con el mismo puntaje en tan solo 2 horas de juego.
En la gira de Césped inicia con una derrota en Halle, en Wimbledon es cabeza de serie número 10. Inicia un duro pero aun así muestra gran regularidad para llegar a los cuartos de final después de vencer Ivan Dodig en cuatro sets, a Benjamin Becker en segunda ronda y al cabeza de serie 24, Alexander Zverev por 6-3, 6-4, 4-6, 6-1 en tercera ronda. Después en un partido muy complicado, venció a su compatriota Jiří Veselý en cinco sets por 4-6, 6-3, 7-68, 9 6-7 y 6-3, en un partido que se jugó en dos días por la lluvia. Esta es su 8° segunda semana en Grand Slam, después derrotó fácilmente en una hora y 55 minutos al francés Lucas Pouille por 7-64, 6-3 y 6-2 novato en esta etapa en un torneo de esta magnitud. Pero pierde con facilidad en las semifinales contra el futuro ganador Andy Murray por triple 6-3 en menos de dos horas, lo que confirma su problema para vencer a los mejores. Una curiosa estadística demuestra que Berdych siempre ha tenido problemas para derrotar a un miembro del Top ya que registra 44 victorias y 115 derrotas (Hasta Wimbledon 2016), lo que hace que ahora sea el poseedor del récord de mayor número de derrotas estando en la élite mundial ante Top tens.
En julio, Berdych anuncia que no participará en los Juegos Olímpicos de Río 2016 por miedo, como otros jugadores, al Virus del Zika. Al inicio de los Juegos, anunció su decisión de incorporar al exjugador croata Goran Ivanišević a su personal, junto con Luka Katanjac. Después de un torneo decepcionante en Cincinnati con una eliminación en octavos contra Marin Čilić en tres sets, anunció su baja para el US Open debido a una crisis de apendicitis. poniendo fin a una racha de 52 participaciones seguidas en los Grand Slam.
Regresó y ganó su primer torneo de la temporada en China en Shenzhen como el año anterior, venció a Richard Gasquet en la final por 7-65, 26-7 y 6-2 en un intenso juego de dos horas y 40 minutos, en segundo servía 7-6 u 5-4, quedando a un juego del triunfo en ese momento. Además alcanzó la 30.ª final de su carrera.
Salió del Top 10 el 31 de octubre de 2016 por primera vez desde que alcanzara la final de Wimbledon 2010 como n.º 13 mundial (330 semanas).
Reacciona con el último torneo del año, el Masters de París-Bercy donde derrotó fácilmente a João Sousa en segunda ronda y luego en tercera ronda a su compatriota Gilles Simon por 6-4 y 6-3, antes de hacer un buen partido contra Andy Murray, perdiendo solo por 7-69 y 7-5 en dos horas de juego , pero otra vez mostrando sus límites mientras lideraba 6-1 en la muerte súbita.
No se clasificó para las ATP Finals ni cerró el año en el n.º 6 o n.º 7 por primera vez desde 2009. Finalizó el año en el puesto 10°, logrando terminar el año dentro de la lista de los diez primeros durante 7 años seguidos.
Participó en 59 Masters 1000 consecutivos desde que se perdiera Madrid 2010 por lesión en su cadera derecha.

### 2017: Tercera semifinal en Wimbledon y primeros problemas con las lesiones
Berdych comenzó el 2017 en el puesto número 10 y tuvo un año de altibajos.

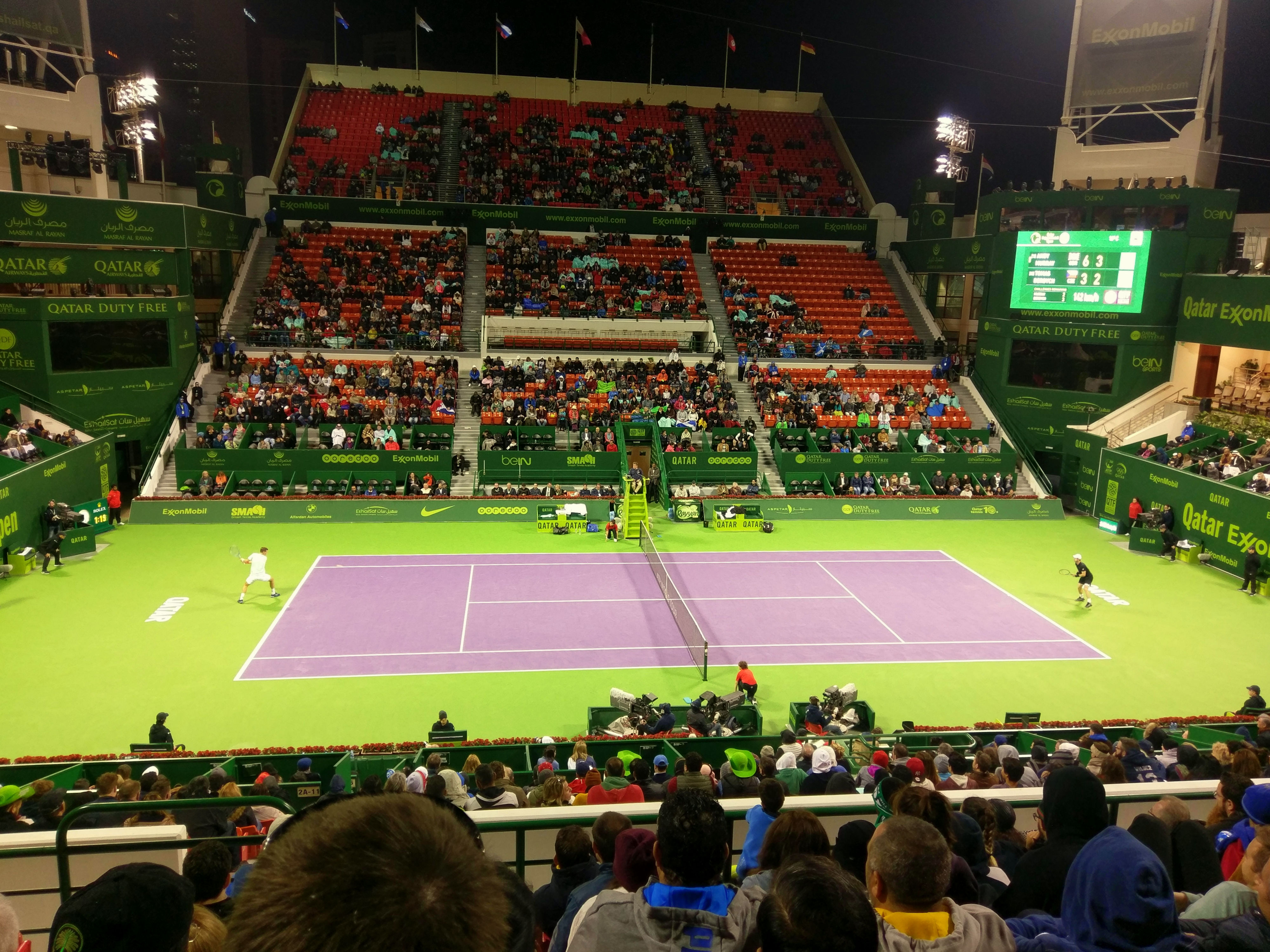
Imagen del duelo entre Murray y Berdych por la semifinales del ATP 250 de Doha 2017

Volvió a las semifinales en Doha superando en su camino Jiří Veselý a por 7-65, 1-6 y 6-1 con dificultad en la segunda ronda, y a Jo-Wilfried Tsonga por 7-5, 6-3 en una hora y media en cuartos de final. A continuación, pierde contra Andy Murray por 6-3 y 6-4) por séptima vez consecutiva y habiendo perdido los últimos 16 sets, con una estadística de 25 ganadores y 24 errores no forzados. Luego participó en el primer Grand Slam de la temporada, el Australian Open 2017, donde tenía que defender cuartos de final. Se pasa fácilmente las dos primeras rondas, pero perdió en la tercera ronda en una hora y media en contra el número 17 del mundo, Roger Federer por 6-2, 6-4 y 6-4, quien después ganaría el torneo.
En febrero, juega el ATP 500 de Róterdam donde venció en la primera ronda al clasificado Marius Copil por 7-63 y 6-4, en la segunda ronda venció a Richard Gasquet por 7-64 y luego vence el defensor del título Martin Kližan en 2 sets y siendo muy sólido desde el servicio concediendo solo algunos puntos de quiebre en contra. en las semifinales, se enfrentó a Jo-Wilfried Tsonga y cayó por 3-6, 4-6, partido en que muestra algunas debilidades físicas. Luego participó en el ATP 500 de Dubái a fines de febrero. Ganó su primer partido, pero se cayó en octavos de final contra el neerlandés Robin Haase en tres sets.
En Indian Wells perdió en la tercera ronda contra Yoshihito Nishioka por 6-1, 56-7 y 4-6 después de liderar por 6-1 y 5-2. Luego, en Miami, tuvo una buena semana, superando Andréi Rubliov fácilmente, Gilles Müller (6-3, 6-4) y Adrian Mannarino (6-3, 7-5). Se enfrenta en los cuartos de final al suizo Roger Federer, en un partido que pierde dramáticamente por 2-6, 6-3 y 66-7 después haber tenido dos bolas de partido, una con su servicio.
En la gira de tierra batida europea comienza en Montecarlo, llega a tercera ronda tras vencer a Andrey Kuznetsov (4-6, 6-3, 6-4) y Tommy Haas (3-6, 6-1, 6-4), pero cae en octavos de final ante Marin Čilić por 6-2 y 7-60. Siguió en el Masters 1000 de Madrid, donde pasó las dos primeras rondas al vencer a Denis Istomin (6-4, 6-4) y Robin Haase (7-6, 6-3). Cae en octavos de final ante el joven alemán Alexander Zverev por 6-4. En Roma. Es mejor que Mischa Zverev (7-6, 6-4) y Carlos Berlocq (6-3, 6-4), en este partido se convirtió en el 25.º jugador en alcanzar las 600 victorias y de nuevo alcanzó los octavos de final donde pierde ante Milos Raonic. Recibe una invitación para participar en el Torneo de Lyon. Derrotó a Chung Hyeon 6-3, 7-5 y Gilles Simon (6-4, 6-0) respectivamente. En semifinales vence a Milos Raonic por 7-65 y 7-62 (Contra Raonic rompió una racha de 9 derrotas seguidas contra Top Ten). En la final pierde ante el francés Jo-Wilfried Tsonga por un estrecho 7-62 y 7-5. Luego participó en Roland Garros, venció en la primera ronda a Jan-Lennard Struff en 4 sets por 6-1, 6-1, 4-6, 6-4. Perdió en la segunda ronda ante la joven promesa rusa Karén Jachánov por 5-7, 4-6, 4-6.
Empezó la temporada sobre césped en Stuttgart donde ganó su primer partido contra Bernard Tomic en 2 sets. Se Cayó en segunda ronda ante el eventual finalista Feliciano López por 7-64, 3-6, 4-6. Luego juega el Torneo de Queen's donde venció Steve Darcis y Denis Shapovalov (7-64, 46-7 y 7-5) en las primeras dos rondas, en un partido complicado contra el canadiense. Cayó de nuevo en los cuartos de final contra el futuro ganando Feliciano López después de tener un punto de partido por 56-7, 7-61 y 5-7. Luego participó en torneo de exhibición en Hurlingham (Londres) donde venció a Rafael Nadal por un cómodo 6-3 y 6-2. En Wimbledon, venció en la primera ronda al francés Jeremy Chardy en 4 sets. Luego gana en la segunda ronda a Ryan Harrison también en 4 sets. En tercera ronda venció al español David Ferrer por 6-3, 6-4 y 6-3 en una hora y 47 minutos. Supera el octavo del ranking ATP, Dominic Thiem en octavos de final por 6-3, 16-7, 6-3, 3-6 y 6-3 en dos horas y 53 minutos. En los cuartos de final se enfrenta al número 4 del mundo, Novak Djokovic ganó el primer set en la muerte súbita y después quebró de entrada en el segundo, pero justo cuando iba 7-6 y 2-0 arriba su oponente se retira a causa de dolor en el codo, cortando así una racha de 12 derrotas consecutivas ante el serbio. En pierde ante el futuro campeón Roger Federer por un igualado 7-66, 7-64 y 6-4 en dos horas y 18 minutos. Berdych jugó el mejor partido de su temporada contra el suizo y fue el único jugador en estar a punto de sacarle un set en esta edición de Wimbledon.
Descendió al n.º 15 del Ranking ATP el 3 de julio, su posición más baja desde que ocupara el n.º 17 el 31 de mayo de 2010.
Comenzó su temporada de pista dura estadounidense en el Torneo de Los Cabos en México donde fue primer cabeza de serie. Pasa silenciosamente las primeras vueltas pero se cae en las semifinales contra Thanasi Kokkinakis en 3 sets por 6-3, 56-7 y 4-6. Se ve obligado a retirarse del Masters de Canadá debido a una lesión en la Costilla y de esta manera terminaba su racha de 64 Masters 1000 jugados de forma consecutiva (Último Masters 1000 ausente, Madrid 2010. Y pierde en la primera ronda del Masters de Cincinnati contra Juan Martín del Potro por 6-3, 16-7 y 0-6). En el US Open, derrotó a Ryan Harrison en primera ronda y fue eliminado por Alexandr Dolgopolov por 6-3, 1-6, 56-7 y 2-6 en la segunda ronda.
En el China Open donde es derrotado en la segunda ronda por Andréi Rubliov y luego termina su temporada. Termina su temporada fuera de los 15 primeros por primera vez desde 2009. Solo jugó una final en Lyon y no ganó títulos, pero hizo un buen torneo en Wimbledon al llegar a las semifinales. Finalizó el año en el puesto 19.º.

### 2018: Siguen las lesiones y salida del Top 50 en 13 años
Tomáš Berdych comenzó su temporada 2018 en Doha, donde perdió en la primera ronda contra el alemán Jan-Lennard Struff por 4-6, 6-1 y 46-7. Considerando su preparación más corta de lo esperado, decide participar en la exhibición del torneo en Melbourne "Tie Break Tens" donde cada partido se juega al ganador de 10 puntos. Este formato corto le favorece, ya que ganó el evento después de vencer Nick Kyrgios (10-8), Milos Raonic (11-9) y Rafael Nadal (10-5). Berdych ganó $250,000 dólares australianos.
En el Abierto de Australia, vence a la joven promesa australiana de 18 años, Álex de Miñaur en primera ronda por 6-3, 3-6, 6-0 y 6-1. En segunda ronda vence a Guillermo García-López en cuatro sets y luego vence al N°10 del mundo, Juan Martín del Potro por 6-3, 6-3 y 6-2, aprovechándose del cansancio del partido anterior de su rival. Llegó a los cuartos de final al dominar fácilmente el italiano Fabio Fognini en 2 horas y 8 minutos por 6-1, 6-4 y 6-4. Finalmente pierde ante el número 2° Roger Federer por 7-61, 6-3 y 6-4 en dos horas y 14 minutos después de perderse la oportunidad de llevarse el primer set, después de haber servido en el 5-3.
A principios de febrero, anunció su retiro de la Copa Davis. Como de costumbre, jugó el ATP 500 de Róterdam, donde ganó con facilidad su primer partido contra Mischa Zverev (7-5, 6-3). En la segunda ronda, supera al 67° mundial, Viktor Troicki por un fácil 6-1 y 6-2. Enfermo, se ve obligado a retirarse los cuartos de final, cuando enfrentaría a David Goffin. Luego llega a las semifinales en Marsella donde cae por un contundente 6-3 y 6-2 contra el eventual ganador, el ruso Karén Jachánov.
En marzo en Indian Wells, cae por doble 6-4 contra el joven surcoreano Hyeon Chung en tercera ronda, y a su vez pierde de nuevo en tercera ronda en Miami contra Frances Tiafoe en tres sets.
En tierra batida, pierde en su debut Montecarlo contra Kei Nishikori, en Madrid contra Richard Gasquet y Roma contra Denis Shapovalov. Siguió con una cuarta derrota consecutiva en tierra, en Roland Garros contra Jérémy Chardy, de esta manera cerraba la gira de tierra batida europea con 0 victorias y 4 derrotas.
Comienza su temporada de Césped en Stuttgart. Venció a Benoît Paire en primera ronda, pero luego perdió ante Milos Raonic en dos desempates en segunda ronda. Después perdió en primera ronda en Queen's ante Julien Benneteau. Luego se bajó de Wimbledon 2018 debido a una lesión en la espalda, por lo que perderá 720 puntos una vez concluido Wimbledon (15 de julio) por lo que se espera que salga del Top 50 al perder casi la mitad de sus puntos actuales (1.625 puntos).

## Estilo de juego

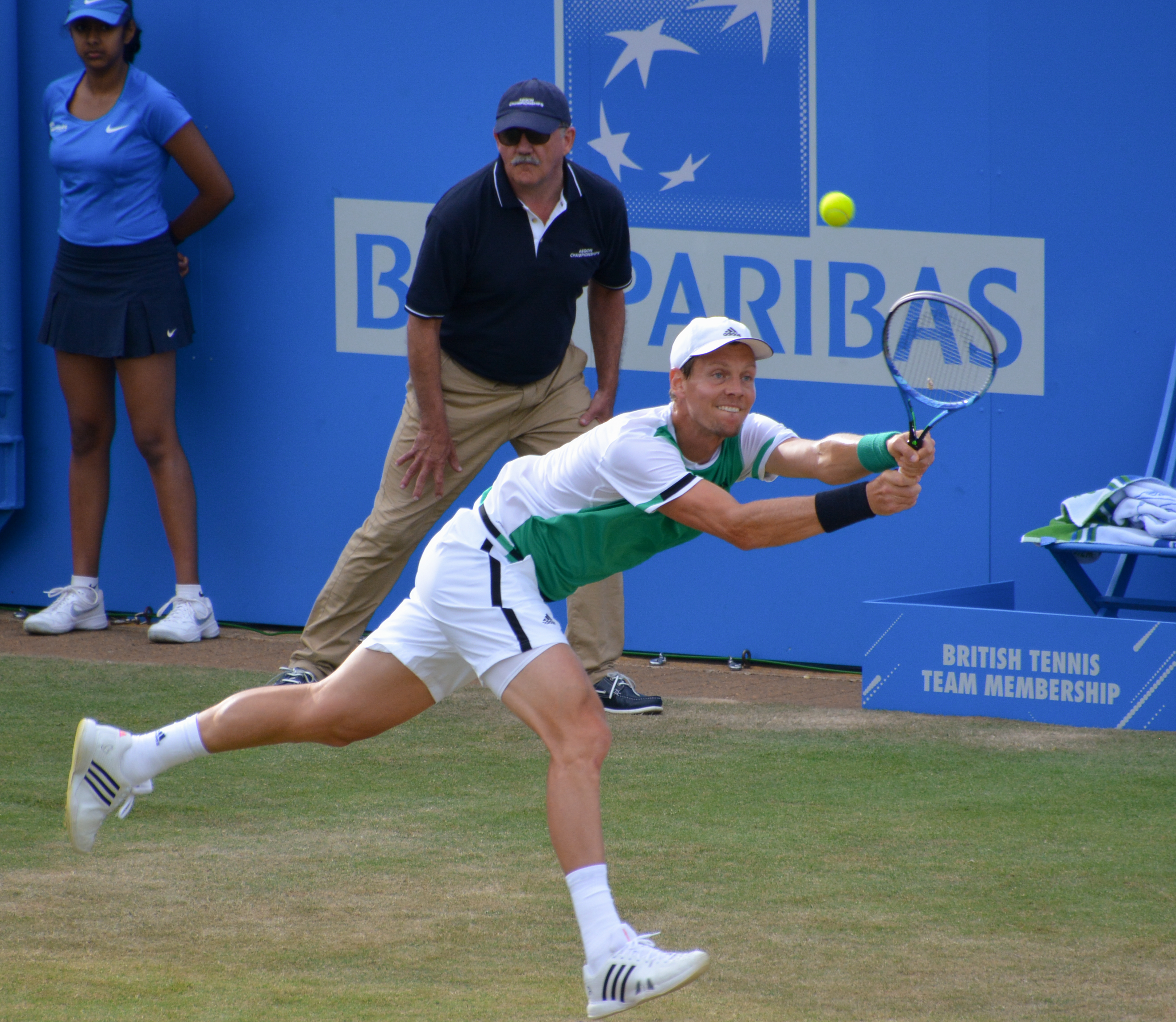

Tomáš Berdych basa su juego en la potencia desde el fondo de la cancha. Su derecha es su principal arma, que ha podido mejorar con los años, y se puede considerar entre las mejores del circuito. Pero no solo puede remarcarse su derecha, también está acompañada por un sólido y potente revés a dos manos y, según otros tenistas profesionales, uno de los mejores servicios del mundo. Todo esto, sumado a un correcto juego en la red, y a una movilidad sobresaliente a pesar de su altura, lo convierte en uno de los tenistas más completos de la actualidad, junto con Rafael Nadal, Roger Federer y Novak Djokovic.

## Primeros años
Berdych nació en Valašské Meziříčí, Checoslovaquia (la República Checa desde 1993) sus padres son Hana Berdychová y Martin Berdych.
Berdych comenzó a jugar tenis cuando tenía cinco años en el centro de tenis en su ciudad natal y lugar de nacimiento de Valašské Meziříčí. Su padre, Martin, era un ingeniero de trenes y un muy buen jugador de tenis mientras que su madre, Hana, es doctora. Berdych describe su infancia como llena de alegría y felicidad.
A los 8 años llegó a la final de los mejores juveniles de la República Checa en Pardubice y ganó. Berdych pronto se convirtió en uno de los mejores júnior, ganando el título Júnior Sub-12 de la República Checa. Luego se mudó a la ciudad de Prostějov donde había más socios de práctica y mejores entrenadores. Berdych viajó a casa a menudo para mantener sus vínculos con su vieja escuela.
Debido a los duros inviernos en la República Checa, la preparación de invierno tuvo lugar dentro de un pabellón deportivo. Berdych lo cita como la razón por la que prefiere las superficies Hard, y especialmente las condiciones interiores.

## Vida personal
Berdych es un fanático del hockey sobre hielo, y su equipo favorito es el Detroit Red Wings. Ha conocido a muchos jugadores checos de la National Hockey League y al equipo olímpico de medallas de oro de 1998, incluyendo a Martin Straka, Jaromír Jágr y Dominik Hašek. Todos ellos son grandes aficionados al tenis y en varias ocasiones han venido a Prostějov para jugar junto a Berdych. Su superficie favorita es la cancha dura, y considera que sus puntos fuertes son su derecha y su servicio. Su entrenador físico es José Félix González Castilla.
Berdych mantenía una relación a largo plazo con el tenista profesional Lucie Šafářová hasta que se separó en 2011. Se comprometió con la modelo Ester Sátorová a finales de 2014. La pareja se casó en julio de 2015.
Berdych ha mencionado que es un fanático de la banda de rock irlandesa U2, y le gustaría conocer al líder Bono algún día. Su programa de televisión favorito es Suits.

## Equipamiento y ropa
Berdych está patrocinado por las raquetas Head y él está usando la raqueta Head YOUTEK Graphene Instinct MP desde la temporada 2013 en adelante. Para la temporada 2012, Berdych estaba usando la Head Jefe YouTek IG Instinct MP. Desde el comienzo de 2010 hasta el final de la temporada 2011, Berdych utilizaba la raqueta Pro Head YouTek Radical MP con un modelo de 16/19 cuerdas. Antes de la temporada 2010, Berdych fue patrocinado por Dunlop y utilizó la Dunlop Aerogel 4D 200.
En enero de 2013, se anunció que Berdych había firmado una alianza con la casa de moda sueca H&M, después de que su contrato con Nike terminase a principios de mes. Él actuará como portavoz y codiseñará la ropa de tenis de la marca. Berdych debutó con su nueva ropa de 2013 en el Masters de Miami. Como H&M no fabrica calzado deportivo, continúa llevando zapatillas Nike. Desde el año 2016, Berdych terminó su contrato con H&M y empezó a usar indumentaria de la marca alemana Adidas.

## Relaciones sentimentales
Berdych estuvo en una relación de 9 años con la tenista Lucie Safarova hasta el verano de 2011. Empezó a salir con la modelo Ester Satorova en otoño de ese mismo año.

## Clasificación histórica
Actualizado hasta Torneo de Queen's Club 2018.
| Grand Slam                  |              |              |              |              |              |              |              |               |               |               |               |               |               |               |               |               |               |         |         |         |
| Australian Open             | A            | 2R           | 1R           | 2R           | 4R           | 4R           | 4R           | 2R            | CF            | CF            | CF            | SF            | SF            | CF            | 3R            | CF            | 4R            | 0 / 16  | 47–16   | 76%     |
| Roland Garros               | A            | 1R           | 2R           | 4R           | 1R           | 2R           | 1R           | SF            | 1R            | 4R            | 1R            | CF            | 4R            | CF            | 2R            | 1R            | A             | 0 / 15  | 25–15   | 62%     |
| Wimbledon                   | A            | 1R           | 3R           | 4R           | CF           | 3R           | 4R           | F             | 4R            | 1R            | CF            | 3R            | 4R            | SF            | SF            | A             | 1R            | 0 / 15  | 42–15   | 74%     |
| US Open                     | 2R           | 4R           | 3R           | 4R           | 4R           | 1R           | 3R           | 1R            | 3R            | SF            | 4R            | CF            | 4R            | A             | 2R            | A             | 1R            | 0 / 15  | 32–15   | 70%     |
| Ganados–Perdidos            | 1–1          | 4–4          | 5–4          | 10–4         | 10–4         | 6–4          | 8–4          | 12–4          | 9–4           | 12–4          | 11–4          | 15–4          | 14–4          | 13–3          | 9–4           | 4–2           | 3–3           | 0 / 60  | 146–61  | 70%     |
| Torneo de maestros          |              |              |              |              |              |              |              |               |               |               |               |               |               |               |               |               |               |         |         |         |
| ATP Finals                  | No clasificó | No clasificó | No clasificó | No clasificó | No clasificó | No clasificó | No clasificó | RR            | SF            | RR            | RR            | RR            | RR            | No clasificó  | No clasificó  | No clasificó  |               | 0 / 6   | 6–13    | 32%     |
| ATP World Tour Masters 1000 |              |              |              |              |              |              |              |               |               |               |               |               |               |               |               |               |               |         |         |         |
| Indian Wells                | A            | A            | 3R           | 4R           | 2R           | 2R           | 2R           | CF            | 4R            | 4R            | SF            | 2R            | CF            | 4R            | 3R            | 3R            | 1R            | 0 / 15  | 22–15   | 60%     |
| Miami                       | A            | A            | 1R           | 3R           | 3R           | SF           | 4R           | F             | CF            | 3R            | CF            | SF1           | SF            | CF2           | CF            | 3R            | A             | 0 / 14  | 34–13   | 72%     |
| Montecarlo                  | A            | 1R           | 2R           | 2R           | SF           | A            | 1R           | 3R            | 3R            | SF            | 3R            | 3R            | F             | 2R            | 3R            | 1R            | A             | 0 / 14  | 20–14   | 59%     |
| Madrid*                     | A            | A            | 2R           | 1R           | 2R           | 2R           | 2R           | A             | CF            | F             | SF            | CF            | SF            | CF            | 3R            | 1R            | A             | 0 / 13  | 21–13   | 62%     |
| Roma                        | A            | Q1           | 1R           | 3R           | CF           | A            | 1R           | 2R            | CF            | CF            | SF            | 3R            | CF            | 3R            | 3R            | 1R            | A             | 0 / 13  | 19–13   | 59%     |
| Canadá                      | A            | A            | 2R           | CF           | 1R           | 2R           | 1R           | CF            | CF            | 3R            | 3R            | 3R            | 2R            | CF            | A             | A             | A             | 0 / 12  | 14–12   | 54%     |
| Cincinnati                  | A            | A            | 2R           | 1R           | 3R           | 2R           | CF           | 3R            | SF            | 3R            | SF            | 2R            | CF            | 3R            | 1R            | A             | A             | 0 / 13  | 18–13   | 58%     |
| Shanghái*                   | A            | 1R           | 1R           | SF           | 2R           | 2R           | 3R           | 3R            | 3R            | SF            | 3R            | CF            | CF            | 2R            | A             | A             |               | 0 / 8   | 16-13   | 55%     |
| París                       | A            | A            | G            | CF           | 3R           | 3R           | 2R           | 3R            | SF            | CF            | CF            | SF            | CF            | CF            | A             | A             |               | 1 / 12  | 27–11   | 71%     |
| Ganados–Perdidos            | 0–0          | 0–2          | 12–8         | 14–9         | 12–9         | 9–7          | 9–9          | 16–8          | 19–9          | 19–9          | 21–9          | 14–8          | 22–9          | 12–9          | 10–6          | 2–5           | 0–1           | 1 / 118 | 191–117 | 63%     |
| Representación nacional     |              |              |              |              |              |              |              |               |               |               |               |               |               |               |               |               |               |         |         |         |
| Juegos Olímpicos            | NR           | CF           | No realizado | No realizado | No realizado | 3R           | No realizado | No realizado  | No realizado  | 1R            | No realizado  | No realizado  | No realizado  | A             | No realizado  | No realizado  | No realizado  | 0 / 3   | 5–3     | 63%     |
| Copa Davis                  | 1R           | 1R           | 1R           | PO           | 1R           | CF           | F            | SF            | 1R            | G             | G             | SF            | A             | CF            | A             | A             | A             | 2 / 14  | 29–15   | 66%     |
| Estadísticas generales      |              |              |              |              |              |              |              |               |               |               |               |               |               |               |               |               |               |         |         |         |
| Títulos                     | 0            | 1            | 1            | 0            | 1            | 1            | 1            | 0             | 1             | 2             | 0             | 2             | 2             | 1             | 0             | 0             | 0             | 13      | 13      | 13      |
| Finales                     | 0            | 1            | 1            | 2            | 2            | 2            | 1            | 2             | 1             | 4             | 3             | 5             | 5             | 1             | 1             | 0             | 1             | 32      | 32      | 32      |
| G-P en Hard                 | 2–2          | 7–5          | 12–14        | 23–14        | 21–14        | 25–14        | 22–17        | 25–21         | 37–15         | 42–15         | 39–17         | 40–14         | 40–16         | 27–14         | 17–10         | 10–5          | 13–8          | 401–215 | 401–215 | 65.21%  |
| G-P en Arcilla              | 0–0          | 9–7          | 12–11        | 14–7         | 16–8         | 6–6          | 9–7          | 14–4          | 10–6          | 18–5          | 9–6           | 11–6          | 12–4          | 7–4           | 10–5          | 0–4           | 0–0           | 158–90  | 158–90  | 63.71%  |
| G-P en Césped               | 0–0          | 0–1          | 3–3          | 7–2          | 8–1          | 3–2          | 4–2          | 6–1           | 6–2           | 1–3           | 6–2           | 4–2           | 5–2           | 5–2           | 8–3           | 1–2           | 0–1           | 67–31   | 67–31   | 70.21%  |
| G-P en Moqueta              | 0–0          | 0–2          | 7–1          | 4–1          | 1–1          | 1–0          | 1–0          | Descontinuado | Descontinuado | Descontinuado | Descontinuado | Descontinuado | Descontinuado | Descontinuado | Descontinuado | Descontinuado | Descontinuado | 14–5    | 14–5    | 73.7%   |
| En general G–P              | 2–2          | 16–15        | 34–29        | 48–24        | 46–24        | 35–22        | 36–26        | 45–26         | 53–23         | 61–23         | 54–25         | 55–22         | 57–22         | 39–20         | 35–18         | 11–11         | 13–9          | 640–342 | 640–342 | 640–342 |
| Victorias %                 | 50%          | 52%          | 54%          | 67%          | 66%          | 61%          | 58%          | 63%           | 70%           | 73%           | 68%           | 71%           | 72%           | 66%           | 66%           | 50%           | 53%           | 65.38%  | 65.38%  | 65.38%  |

Notas: 
- (*): Desde 2009 Hamburgo pasó a ser un torneo ATP 500 y Shanghái se convirtió en Masters 1000 que sustituyó a Madrid ya que Madrid cambio de superficie sustituyendo a Hamburgo.

- 1 Berdych se retiró antes de las semifinales del Masters de Miami 2014.

- 2 Berdych recibió un Walkover (No presentación) en la segunda ronda del Masters 1000 de Miami 2016.

## Ranking ATP al final de la temporada
| Año                     | 2001 | 2002 | 2003 | 2004 | 2005 | 2006 | 2007 | 2008 | 2009 | 2010 | 2011 | 2012 | 2013 | 2014 | 2015 | 2016 | 2017 | 2018 |
| Ranking en individuales | 1388 | 398  | 103  | 44   | 24   | 13   | 14   | 20   | 20   | 6    | 7    | 6    | 7    | 7    | 6    | 10   | 19   | 71   |